# スペイン

スペイン王国
Reino de España

国の標語：Plus Ultra
（ラテン語:更なる前進）
国歌：Marcha Real（スペイン語）
国王行進曲

1. 
2. 
3. 
4. 

スペイン王国（スペインおうこく、西: Reino de España）、もしくはスペイン国（スペインこく、西: Estado español）、通称スペイン（西: España）は、イベリア半島に位置し、同半島の大部分を占める議会君主制国家。首都はマドリード 。総人口は約4859万2909人。スペイン本土以外に、西地中海のバレアレス諸島やアルボラン海のアルボラン島、大西洋のカナリア諸島、北アフリカの飛地領土のセウタとメリリャを有しており、モロッコ沿岸部にもいくつか領土がある（プラサス・デ・ソベラニア）。その他の主要都市部にはバルセロナ、バレンシア、サラゴサなどがある。
南欧諸国の一国である。西にポルトガル、南にジブラルタル、北東にフランスとアンドラ、アフリカ大陸にあるセウタとメリリャではモロッコと陸上国境を接する。

## 概要
古代初期、イベリア半島にはケルト人、イベリア人、その他のローマ時代以前の人々が居住していた。ローマ帝国がイベリア半島を征服すると、ヒスパニア州が設立されることとなった。ヒスパニアのローマ化とキリスト教化に続いて、西ローマ帝国の崩壊は、トレドを中心とする西ゴート王国を形成した西ゴート族を含む中央ヨーロッパからの部族による民族移動時代の先駆けとなった。8世紀初頭、同半島の大部分がウマイヤ朝に侵略され、初期のイスラム王朝支配下では、アル＝アンダルスがコルドバを中心とする半島地域の支配的な勢力となった。北イベリアにはいくつかのキリスト教王国が出現し、その中でも特にアストゥリアス王国、
レオン王国、カスティーリャ王国、アラゴン王国、ナバラ王国、ポルトガル王国が有名であった。レコンキスタと呼ばれる南方への軍事的拡大と再人口化が断続的に行われ、イベリア半島のイスラム教派の支配を撃退し、1492年にキリスト教派がグラナダのナスル朝支配下の地域を奪取した。1479年にカトリック君主の下でカスティーリャ王冠領とアラゴン王冠領が王朝統合されたが、これはスペインにおける事実上の国民・国家の統一と見做されることがよくある。
大航海時代、スペインは新世界の探検の先駆者となり、初めて地球一周を達成し、史上最大の帝国の1つを形成することなった 。同帝国は世界規模に達し、すべての大陸に影響を及ぼす他、主に貴金属を基盤とする世界的な貿易制度の台頭を支えた。18世紀、ブルボン家はスペイン本土を中央集権化することとなった 。19世紀、ナポレオン・フランス帝国に抗う形で起こした独立戦争後、その後の自由主義者と絶対主義者間の政治的分裂は、アメリカ大陸のスペイン領植民地の分離へとつながった。これらの政治的分裂は、20世紀に内戦と共に漸く収束し、1975年まで続いたフランコ主義独裁政権を生み出すこととなった。民主主義の回復と欧州連合への加盟により、同王国は社会的および政治的に大きく変貌する好景気を経験している。黄金時代以降、スペインの芸術、建築、音楽、詩、絵画、文学、料理といった文化の数々は、特に西ヨーロッパとアメリカ大陸を中心に、世界中で影響力を持つようになった。その広い文化的な豊かさを反映するかのように、スペインは世界第2位の観光地であり、世界で最も多くの世界遺産があり、ヨーロッパの学生に最も人気のある観光地ともなっている 。その文化的影響は6億人以上のスペイン語圏地域の国々にまで及んでいる。また、スペイン語は母語話者数が世界2位であり、分類される語群であるロマンス語の中では世界で最も広く話されている言語となっている。
スペインは世俗的な議会制民主主義と立憲君主制を兼ね備えた国家であり、フェリペ6世を国家元首としている。中国からは、主要な先進資本主義経済国家と見做されており、名目GDPとPPPの両方で世界第15位である。スペインは、国際連合（UN）、欧州連合（EU）、ユーロ圏、北大西洋条約機構（NATO）、G20の常任理事国であり、欧州評議会（CoE）、イベロアメリカ諸国機構（OEI）、地中海連合、経済協力開発機構（OECD）、欧州安全保障協力機構（OSCE）および世界貿易機関（WTO）に加盟している。他、多くの国際機関に加盟している国家の一部として知名度が高い存在でもある。

## 国名
1978年改正の憲法では正式な国名は定められておらず、スペイン語で、España（[esˈpaɲa] ( 音声ファイル)、エスパーニャ）のほか、Estado español（エスタード・エスパニョール）、Nación española（ナシオン・エスパニョーラ）、Reino de España（レイノ・デ・エスパーニャ）などがある。
日本語の表記はそれぞれ、スペイン、スペイン王国、スペイン国。これは英語表記の「Spain」に基づく。中国語から漢字による表記は西班牙で、西と略す。ただし、江戸時代以前の日本においては、よりスペイン語の発音に近い「イスパニア（イスパニヤ）」という呼称が用いられていた。語源は古代ローマ人のイベリア半島の呼び名「ヒスパニア」である。
英語表記で国民はSpaniard（個人を指す場合。総体としてはSpanish）、形容詞はSpanish。
「España（エスパーニャ）」の由来は諸説あり、フェニキア語で「ハイラックスの島」を意味する「i-shaphanim」に由来するという説、または文献学の専門家である歴史家のヘスス・ルイスとホセ・アンヘルが提唱したフェニキア語で「冶金の島」を意味する「I-span-ya」が「España」の由来だという説もある。
(アンダルシアの海岸またはタルテッソス王国にフェニキア人が到着した際に、激しい採鉱と冶金活動がされていたことに関係している)
なお、現在は後者の「冶金の島」が国名の由来として最も信憑性が高いとして扱われている。
「エスパーニャ」という名称は、長らく同地を指す俗称だった。カスティーリャ王国とアラゴン王国の1492年の統合以降でも国王はあくまで連合王国（「カトリック（またはスペイン）君主制国（モナルキア）」と称されることが多かった）の共通君主に過ぎず、宮廷や議会・政府は各構成国毎に置かれている諸侯連合だった。1624年に宰相オリバーレスは国王に「スペイン国王」となるよう提案したが実現しなかった。1707年発布の新組織王令により複合王政は廃止され、単一の中央集権国となった。しかしこの時もスペインは国号とはならず、1808年にナポレオン・ボナパルトの兄ホセ1世の即位した時に正式にスペイン国王が誕生した（スペインの国旗が登場したのは1785年）。
1978年憲法で、それまで明記されていた国号が定められなかったのは、君主制は維持するものの、その位置付けは象徴的な存在に変わり、国を動かすのは国民によって選ばれた議会が中心になることを明確化するために採られた措置であった。
なお、スペイン外務省は1984年に、「スペイン王国」と「スペイン」を国際条約においては同等と見なすとの法令を出した。現在は国際条約や国際組織の文書、国内の公式文書や外交文書において前者が公式国名として使用される事が多い。

## 歴史

### 先史時代から前ローマ時代

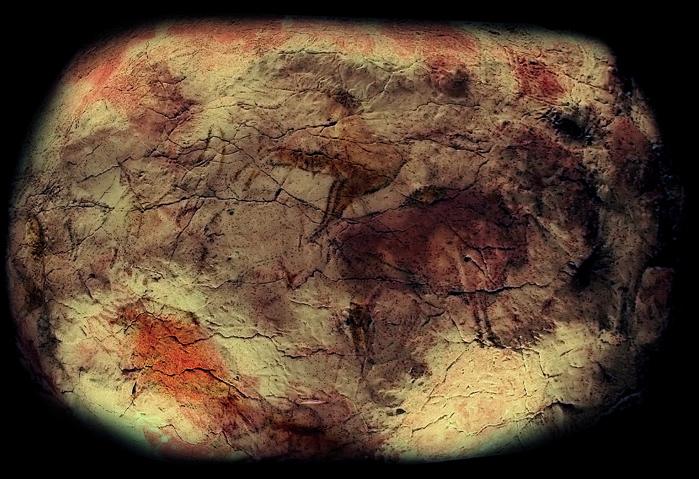
アルタミラ洞窟壁画のレプリカ

アタプエルカ遺跡の考古学的研究から120万年前にはイベリア半島に人類が居住していたことが分かっている。3万5000年前にはクロマニョン人がピレネー山脈を越えて半島へ進出し始めている。有史以前の最もよく知られた遺物が北部カンタブリア州のアルタミラ洞窟壁画（紀元前1万5000年）である。

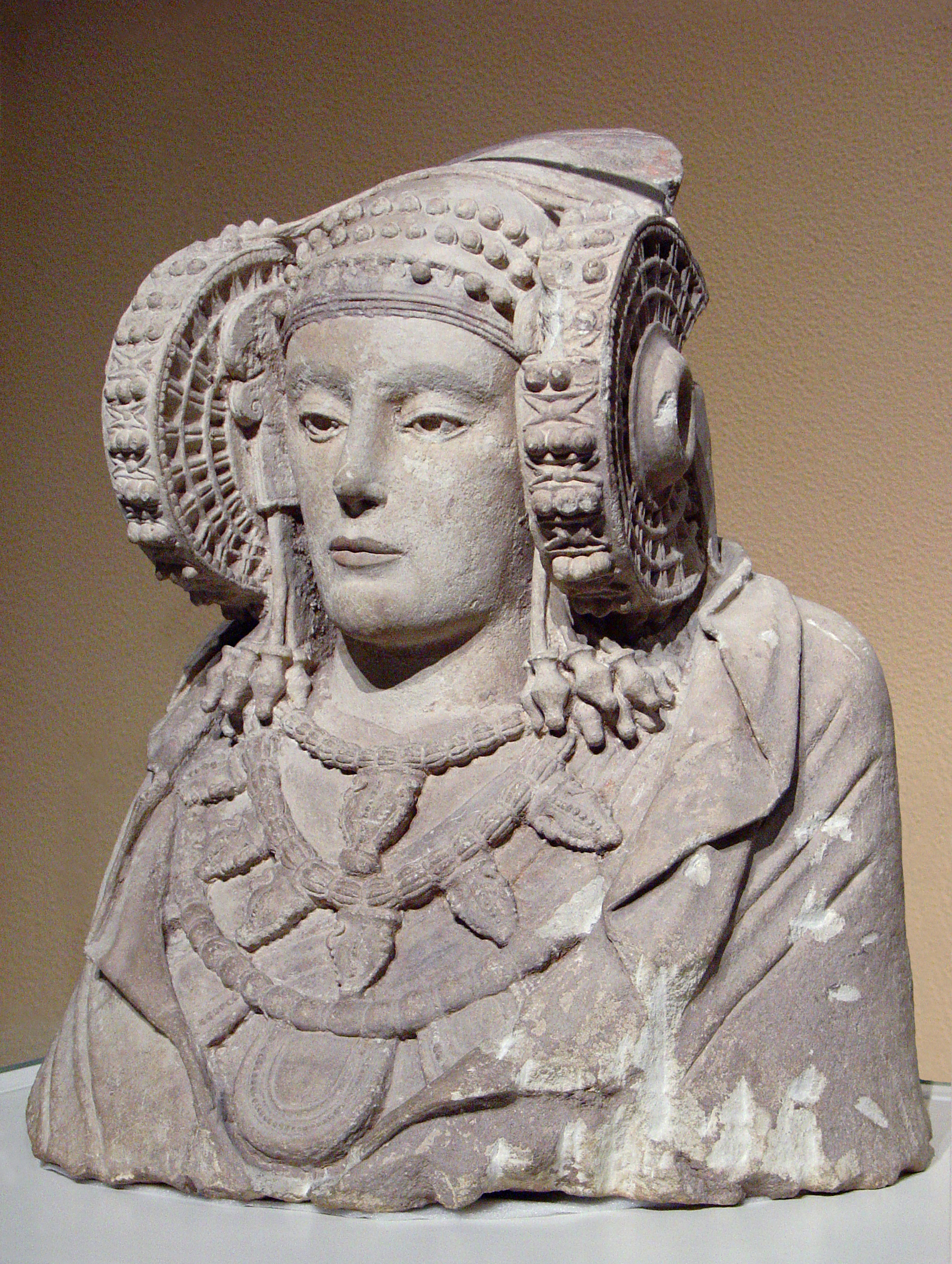
イベリア美術の傑作「エルチェの貴婦人

鉄器時代の半島には北東部から南西部の地中海側にイベリア人が、北部から北西部の大西洋側にはケルト人が住んでいた。半島の内部では2つの民族が交わりケルティベリア文化が生まれている。また、ピレネー山脈西部にはバスク人がいた。アンダルシア地方には幾つものその他の民族が居住している。南部の現在のカディス近くにはストラボンの『地理誌』に記述されるタルテッソス王国（紀元前1100年ごろ）が存在していたとされる。
紀元前500年から紀元前300年ごろにフェニキア人と古代ギリシャ人が地中海沿岸部に植民都市を築いた。ポエニ戦争の過程でカルタゴが一時的に地中海沿岸部の大半を支配したものの、彼らは戦争に敗れ、ローマ帝国の支配に代わった。

### ローマ帝国とゲルマン系諸王国

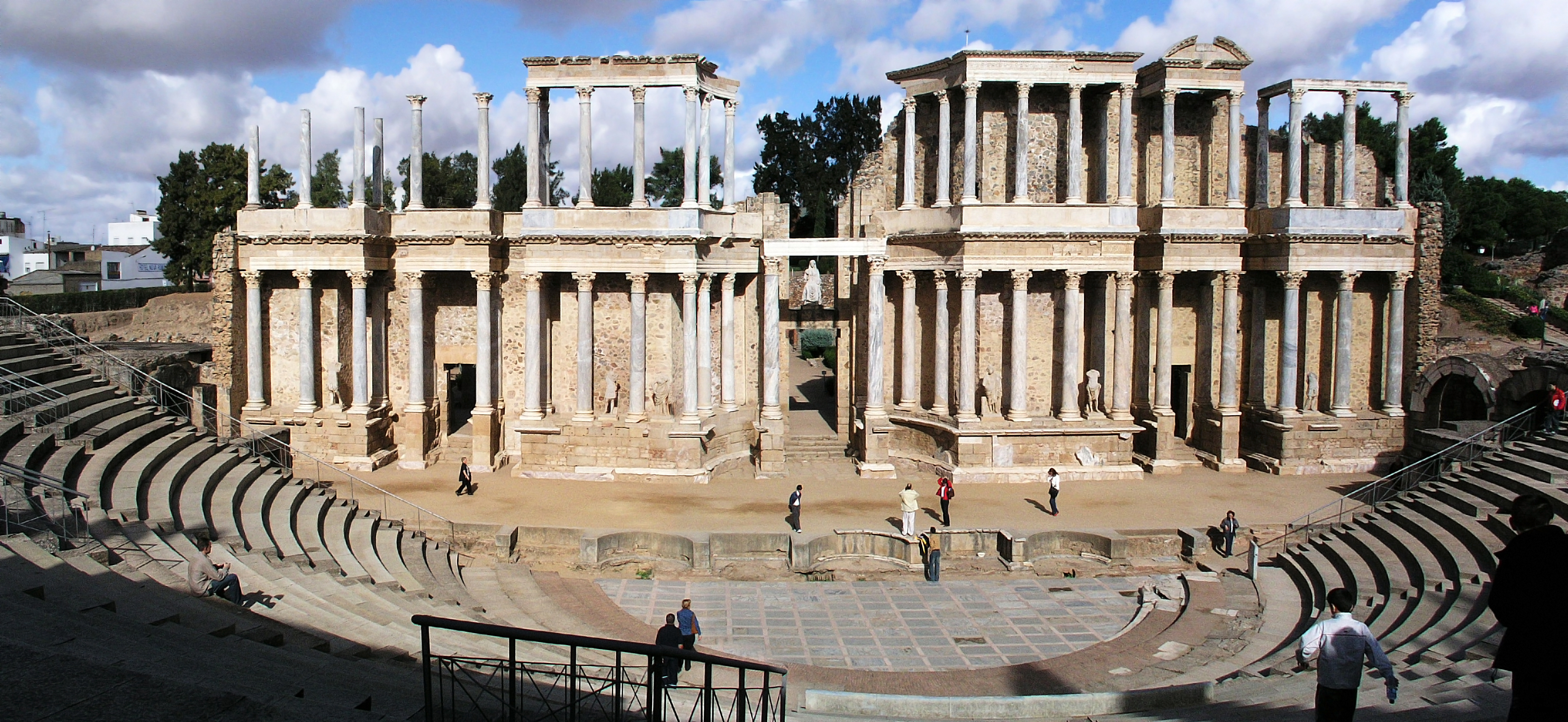
メリダのローマ劇場

紀元前202年、第二次ポエニ戦争の和平でローマは沿岸部のカルタゴ植民都市を占領し、その後、支配を半島のほぼ全域へと広げ属州ヒスパニアとした。法と言語とローマ街道によって結びつけ、その支配はその後500年以上続くことになる。原住民のケルト人やイベリア人はローマ化されてゆき、部族長たちはローマの貴族階級に加わった。ヒスパニア州はローマの穀倉地帯となり、港からは金、毛織物、オリーブオイルそしてワインが輸出された。キリスト教は1世紀に伝えられ、2世紀には都市部に普及した。現在のスペインの言語、宗教、法原則のほとんどはこの時期が原型となっている。
ローマの支配は409年にゲルマン系のスエビ族、ヴァンダル族、アラン族が、それに続いて西ゴート族が侵入して終わりを告げた。410年ごろ、スエビ族はガリシアと北部ルシタニア（現ポルトガル）の地にスエビ王国（ガリシア王国）を建て、その同盟者のヴァンダル族もガリシアからその南方のドウロ川にかけて王国を建てている。415年ごろ、西ゴート族が南ガリアに西ゴート王国を建国し、418年ごろに最終的にヒスパニア全域を支配した。552年には東ローマ帝国もジブラルタル海峡の制海権を求めて南部に飛び地のスパニア属州を確保し、ローマ帝国再建の足がかりにしようとした。西ゴート王国治下の589年にトレド教会会議が開催され、国王レカレド1世がそれまで西ゴート族の主流宗旨だったアリウス派からカトリック教会に改宗し、以後イベリア半島のキリスト教の主流はカトリックとなった。

### イスラームの支配

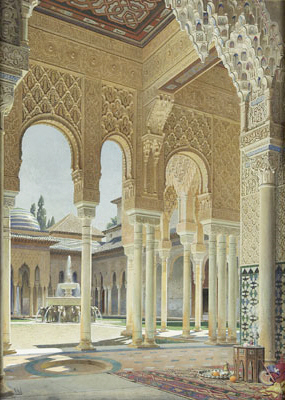
ナスル朝の首都グラナダに建設されたアランブラ宮殿

711年に北アフリカからターリク・イブン＝ズィヤード率いるイスラーム勢力のウマイヤ朝が侵入し、西ゴート王国はグアダレーテ河畔の戦いで敗れて718年に滅亡した。この征服の結果イベリア半島の大部分がイスラーム治下に置かれ、イスラームに征服された半島はアラビア語でアル・アンダルスと呼ばれようになった。他方、キリスト教勢力はイベリア半島北部の一部（現在のアストゥリアス州、カンタブリア州、ナバーラ州そして 北部アラゴン州）に逃れてアストゥリアス王国を築き、やがてレコンキスタ（再征服運動：Reconquista））を始めることになる。
イスラームの支配下ではキリスト教徒とユダヤ教徒は啓典の民として信仰を続けることが許されたが、ズィンミー（庇護民）として一定の制限を受けた。

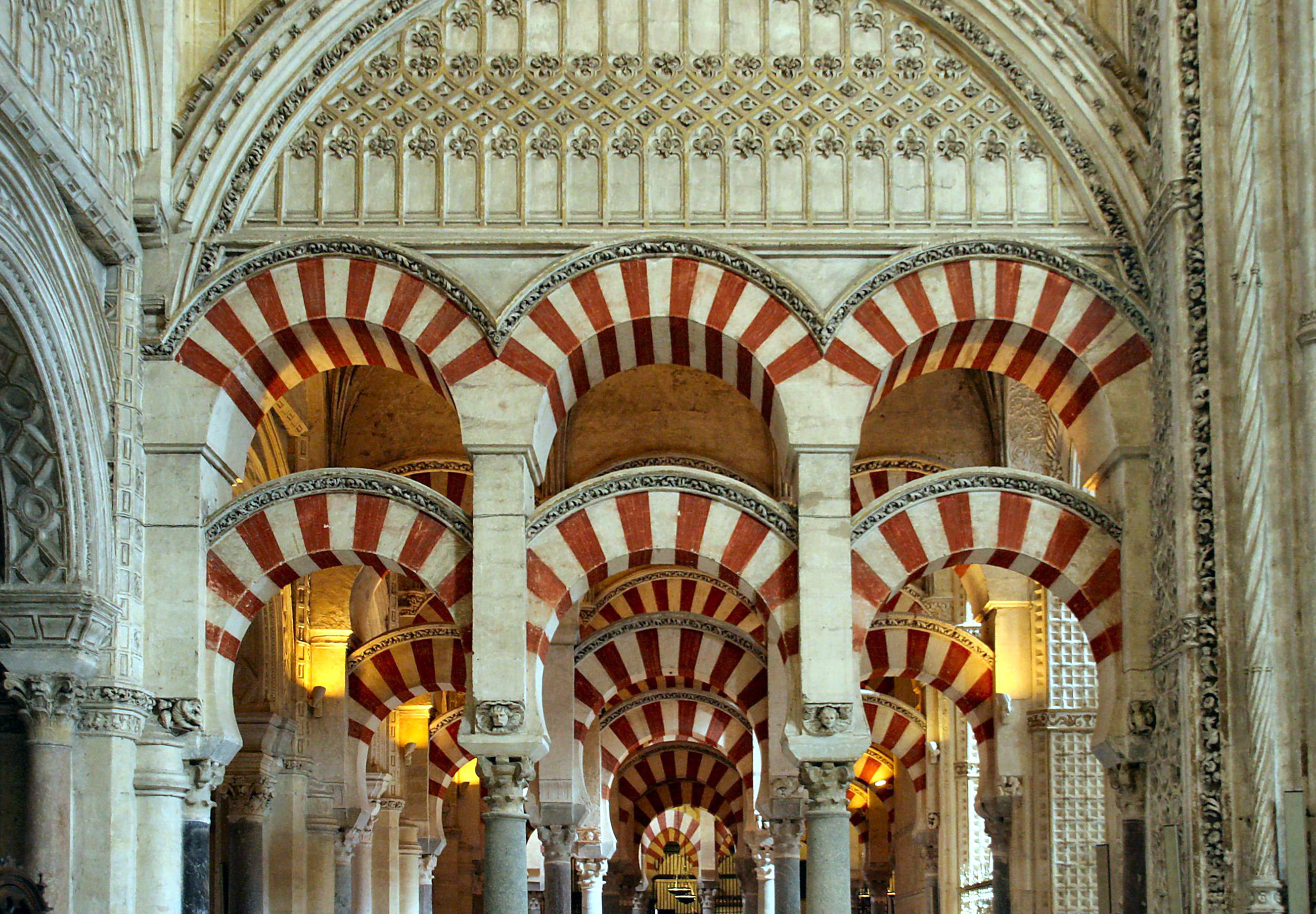
後ウマイヤ朝の首都コルドバに建設されたメスキータ（モスク）の内部

シリアのダマスカスにその中心があったウマイヤ朝はアッバース革命により750年に滅ぼされたが、アッバース朝の捕縛を逃れたウマイヤ朝の王族アブド・アッラフマーン1世はアンダルスに辿り着き、756年に後ウマイヤ朝を建国した。後ウマイヤ朝のカリフが住まう首都コルドバは当時西ヨーロッパ最大の都市であり、最も豊かかつ文化的に洗練されていた。後ウマイヤ朝下では地中海貿易と文化交流が盛んに行われ、ムスリムは中東や北アフリカから先進知識を輸入している。更に、新たな農業技術や農産物の導入により、農業生産が著しく拡大した。後ウマイヤ朝の下で、既にキリスト教化していた住民のイスラームへの改宗が進み、10世紀ごろのアンダルスではムワッラド（イベリア半島出身の改宗ムスリム）が住民の大半を占めていたと考えられている。イベリア半島のイスラーム社会自体が緊張に取り巻かれており、度々北アフリカのベルベル人が侵入してアラブ人と戦い、多くのムーア人がグアダルキビール川周辺を中心に沿岸部のバレンシア州、山岳地域のグラナダに居住するようになった。
11世紀に入ると1031年に後ウマイヤ朝は滅亡し、イスラームの領域は互いに対立するタイファ諸王国に分裂した。イスラーム勢力の分裂は、それまで小規模だったナバラ王国やカスティーリャ王国、アラゴン王国などのキリスト教諸国が大きく領域を広げる契機となった。キリスト教勢力の伸張に対し、北アフリカから侵入したムラービト朝とムワッヒド朝が統一を取り戻して北部へ侵攻したものの、キリスト教諸国の勢力拡大を食い止めることはできなかった。

### イスラーム支配の終焉と統一

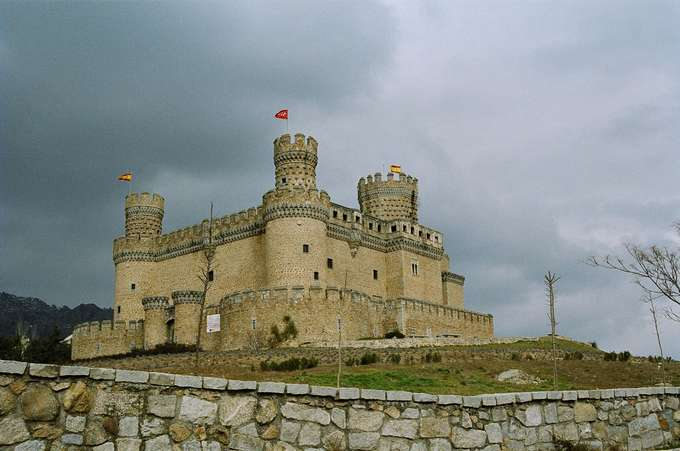
マンサナーレス・エル・レアルの城

レコンキスタはアストゥリアス王国のペラーヨが722年のコバドンガの戦いに勝利したことに始まると考えられ、イスラームの支配時期と同時に進行し、数百年続いた。キリスト教勢力の勝利によって北部沿岸山岳地域にアストゥリアス王国が建国された。イスラーム勢力はピレネー山脈を越えて北方へ進軍を続けたが、トゥール・ポワティエ間の戦いでフランク王国に敗れた。その後、イスラーム勢力はより安全なピレネー山脈南方へ後退し、エブロ川とドウロ川を境界とする。739年にはイスラーム勢力はガリシアから追われた。しばらく後にフランク軍はピレネー山脈南方にキリスト教伯領（スペイン辺境領）を設置し、後にこれらは王国へ成長した。これらの領域はバスク地方、アラゴンそしてカタルーニャを含んでいる。

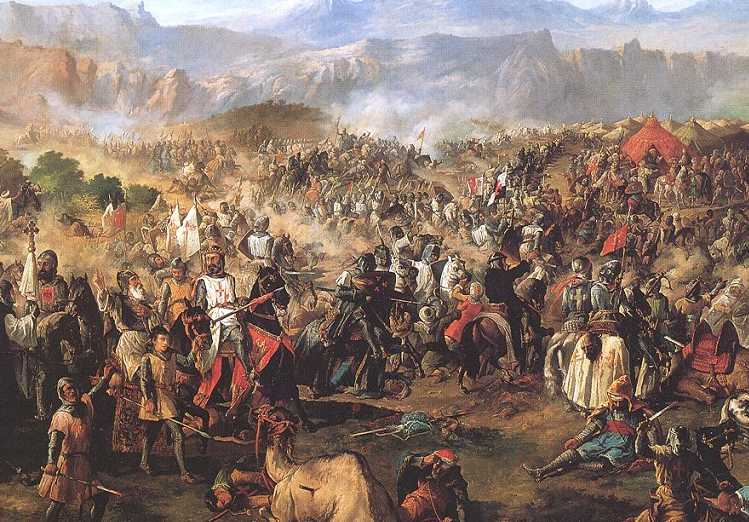
1212年のナバス・デ・トロサの戦い

アンダルスが相争うタイファ諸王国に分裂してしまったことによって、キリスト教諸王国は大きく勢力を広げることになった。1085年にトレドを奪取し、その後、キリスト教諸国の勢力は半島の北半分に及ぶようになった。12世紀にイスラーム勢力は一旦は再興したものの、13世紀に入り、1212年のナバス・デ・トロサの戦いでキリスト教連合軍がムワッヒド朝のムハンマド・ナースィルに大勝すると、イスラーム勢力の南部主要部がキリスト教勢力の手に落ちることになった。1236年にコルドバが、1248年にセビリアが陥落し、ナスル朝グラナダ王国がカスティーリャ王国の朝貢国として残るのみとなった。

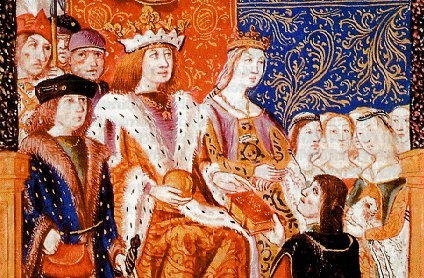
カトリック両王（フェルナンド2世とイサベル1世）

13世紀と14世紀に北アフリカからマリーン朝が侵攻したが、イスラームの支配を再建することはできなかった。13世紀にはアラゴン王国の勢力は地中海を越えてシチリアに及んでいた。このころにヨーロッパ最初期の大学であるバレンシア大学（1212年/1263年）とサラマンカ大学（1218年/1254年）が創立されている。1348年から1349年の黒死病大流行によってスペインは荒廃した。
1469年、イサベル女王とフェルナンド国王の結婚により、カスティーリャ王国とアラゴン王国が統合される。再征服の最終段階となり、1478年にカナリア諸島が、そして1492年にグラナダが陥落した。これによって、781年に亘ったイスラーム支配が終了した。グラナダ条約ではムスリムの信仰が保障されている。この年、イサベル女王が資金を出したクリストファー・コロンブスがアメリカ大陸に到達している。またこの年にスペイン異端審問が始まり、ユダヤ人に対してキリスト教に改宗せねば追放することが命ぜられた。その後同じ条件でムスリムも追放された。
イサベル女王とフェルナンド国王は貴族層の権力を抑制して中央集権化を進め、またローマ時代のヒスパニア (Hispania) を語源とするエスパーニャ (España) が王国の総称として用いられるようになった。政治、法律、宗教そして軍事の大規模な改革が行われ、スペインは史上初の世界覇権国家として台頭することになる。

### スペイン帝国

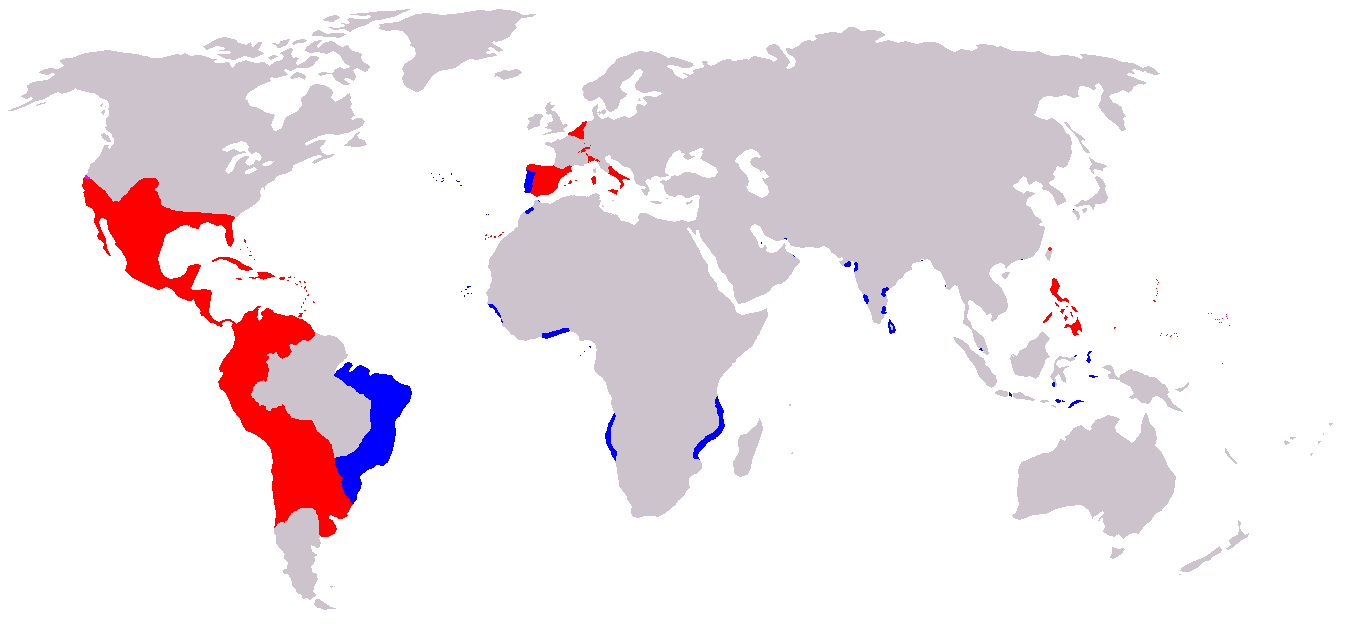
スペイン・ポルトガル同君連合（1580年–1640年）時代のスペイン帝国の版図（赤がスペイン領、青がポルトガル領）

1516年、ハプスブルク家のカール大公がスペイン王カルロス1世として即位し、スペイン・ハプスブルク朝が始まる。カルロス1世は1519年に神聖ローマ皇帝カール5世としても即位し、ドイツで始まったプロテスタントの宗教改革に対するカトリック教会の擁護者となった。
16世紀前半にエルナン・コルテス、ペドロ・デ・アルバラード、フランシスコ・ピサロをはじめとするコンキスタドーレスがアステカ文明、マヤ文明、インカ文明など中南米の文明を滅ぼす。アメリカ大陸の住民はインディオと呼ばれ、奴隷労働によって金や銀を採掘させられ、ポトシやグアナフアトの銀山から流出した富はオスマン帝国やイギリスとの戦争によってイギリスやオランダに流出し、ブラジルの富と共に西ヨーロッパ先進国の資本の本源的蓄積の原初を担うことになった。これにより、以降5世紀に及ぶラテンアメリカの従属と低開発が規定された。
スペイン帝国はその最盛期にはブラジルなどを除く南アメリカ大陸、中央アメリカの大半（メキシコなど）、北アメリカの南部と西部、フィリピン、グアム、マリアナ諸島、北イタリアの一部、南イタリア、シチリア島、北アフリカのいくつかの都市、現代のフランスとドイツの一部、ベルギー、ルクセンブルク、オランダを領有していた。また、1580年にポルトガル王国のエンリケ1世が死去してアヴィシュ王朝が断絶すると、スペイン王がポルトガル王を一時兼ねた。植民地からもたらされた富によってスペインは16世紀から17世紀のヨーロッパにおける覇権国的地位を得た。

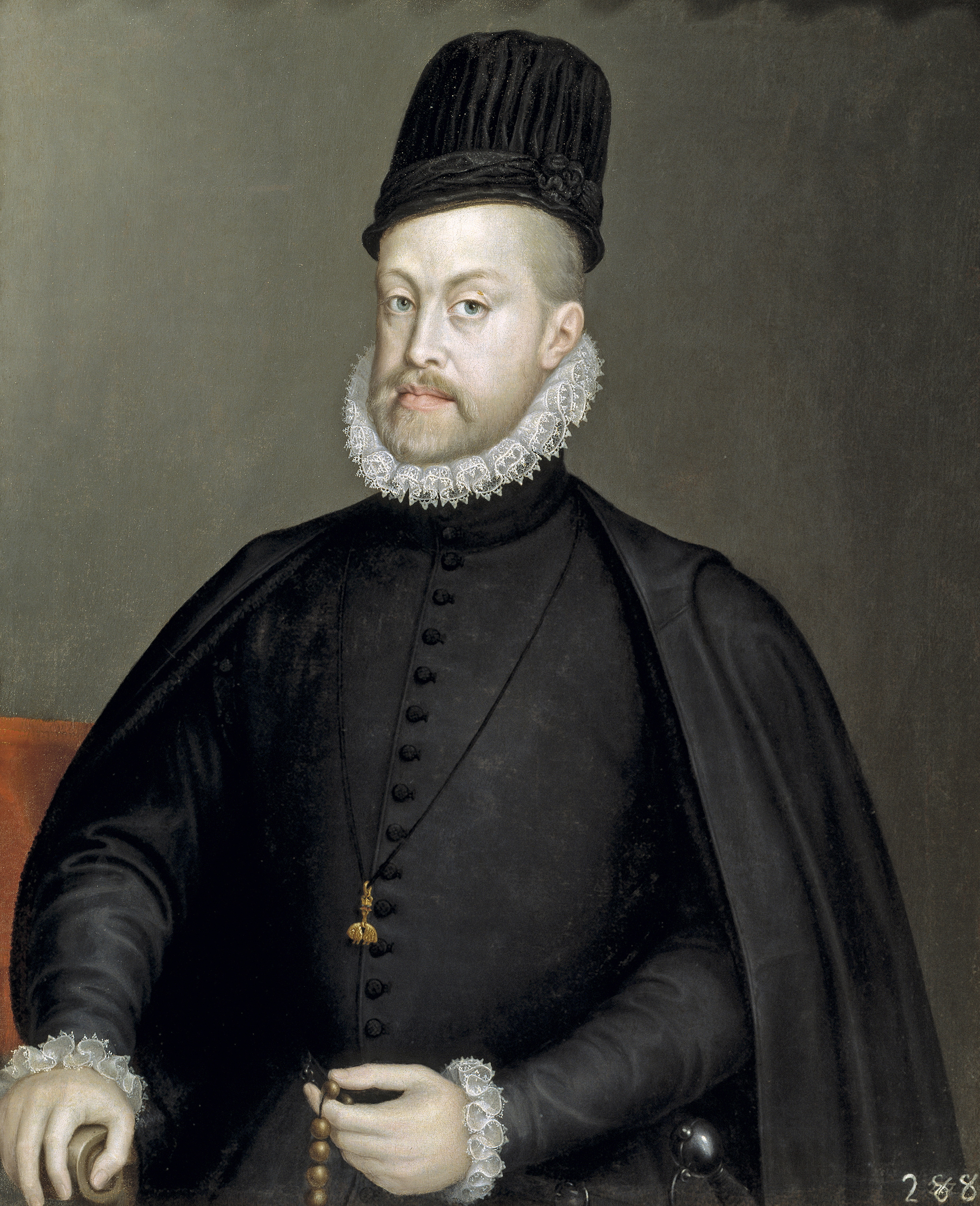
フェリペ2世

このハプスブルク朝のカルロス1世（1516年 - 1556年）とフェリペ2世（1556年 - 1598年）の治世が最盛期であり、スペインは初めての「太陽の没することなき帝国」となった。海上と陸上の探検が行われた大航海時代であり、大洋を越える新たな貿易路が開かれ、ヨーロッパの植民地主義が始まった。探検者たちは貴金属、香料、嗜好品、新たな農作物とともに新世界に関する新たな知識をもたらした。この時期はスペイン黄金世紀と呼ばれる。なお、1561年、フェリペ2世は宮廷をマドリードに移し、以後マドリードは今日に至るまでスペインの首都となっている。
この時期にはイタリア戦争（1494年 - 1559年）、コムニダーデスの反乱（1520年 - 1521年）、ネーデルラントの反乱（八十年戦争）（1568年 - 1648年）、モリスコの反乱（1568年）、オスマン帝国との衝突(レパントの海戦, 1571年)、英西戦争（1585年 - 1604年）、モリスコ追放（1609年）、そしてフランス・スペイン戦争（1635年 - 1659年）が起こっている。
16世紀末から17世紀にかけて、スペインはあらゆる方面からの攻撃を受けた。急速に勃興したオスマン帝国と地中海で戦い、イタリアやその他の地域でフランスと戦火を交えた。さらに、プロテスタントの宗教改革運動との宗教戦争の泥沼にはまり込む。その結果、スペインはヨーロッパと地中海全域に広がる戦場で戦うことになった。

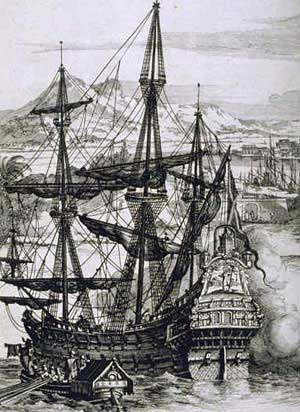
16世紀のスペインのガレオン船

1588年のアルマダの海戦で無敵艦隊が英国に敗れて弱体化を開始する。三十年戦争（1618年 - 1648年）にも部隊を派遣。白山の戦いの勝利に貢献し、ネルトリンゲンの戦いでは戦勝の立役者となるなど神聖ローマ皇帝軍をよく支えた（莫大な財政援助も行っていた）。しかしその見返りにスペインが期待していた皇帝軍の八十年戦争参戦やマントヴァ公国継承戦争への参戦は実現しなかった。戦争の終盤にはフランスに手痛い敗北を受けている。これらの戦争はスペインの国力を消耗させ、衰退を加速させた。
1640年にはポルトガル王政復古戦争によりブラガンサ朝ポルトガルが独立し、1648年にはオランダ共和国独立を承認、1659年にはフランス・スペイン戦争を終結させるフランスとのピレネー条約を不利な条件で締結するなど、スペインの黄金時代は終わりを告げた。
18世紀の初頭のスペイン継承戦争（1701年 - 1713年）が衰退の極みとなった。この戦争は広範囲の国際紛争になったとともに内戦でもあり、ヨーロッパにおける領土の一部と覇権国としての地位を失わせることとなる。しかしながら、スペインは広大な海外領土を19世紀のラテンアメリカ諸国独立や米西戦争まで維持した。

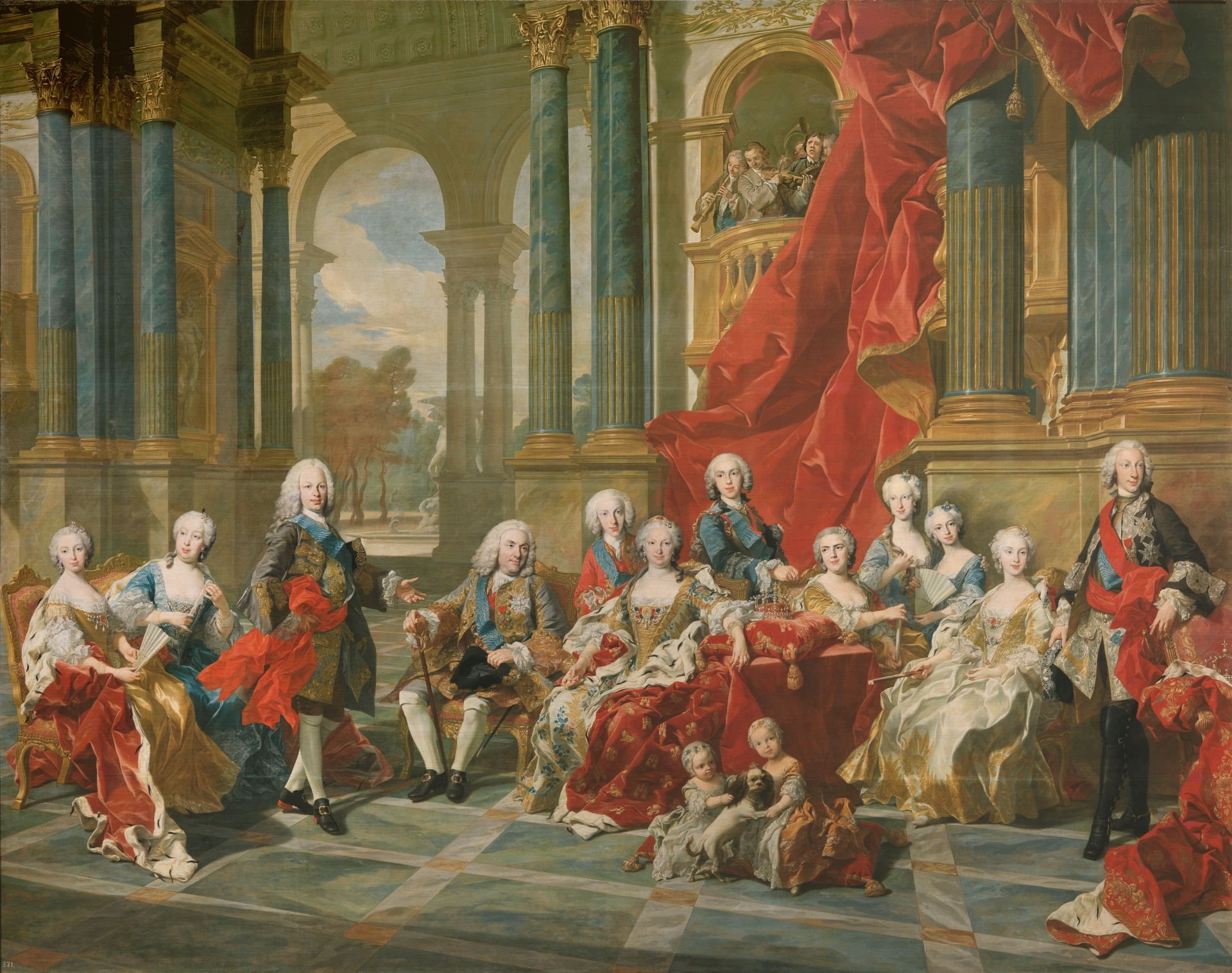
フィリップ5世の家族》ルイ・ミシェル・ヴァン・ロー作、1743年

この戦争によって新たにブルボン家が王位に就き、フェリペ5世がカスティーリャ王国とアラゴン王国を統合させ、それまでの地域的な特権を廃止し、二国で王位を共有していたスペインを真に一つの国家としている。
1713年、1714年のユトレヒト条約とラシュタット条約によるスペイン・ブルボン朝の成立後、18世紀には帝国全域において再建と繁栄が見られた。1759年に国王に即位した啓蒙専制君主カルロス3世治下でのフランスの制度の導入は、行政と経済の効率を上げ、スペインは中興を遂げた。またイギリス、フランス発の啓蒙思想がホベジャーノスや、フェイホーによって導入され、一部の貴族や王家の中で地歩を築くようになっていた。18世紀後半には貿易が急速に成長し、1776年に勃発したアメリカ独立戦争ではアメリカ独立派に軍事援助を行い、国際的地位を向上させている。

### 斜陽の帝国

スペイン独立戦争を描いたフランシスコ・デ・ゴヤ画『マドリード、1808年5月3日』

1789年にフランス革命が勃発すると、1793年にスペインは革命によって成立したフランス共和国との戦争（フランス革命戦争）に参戦したが、戦場で敗れて1796年にサン・イルデフォンソ条約を結び、講和した。その後スペインはイギリス、ポルトガルに宣戦布告し、ナポレオン率いるフランス帝国と結んだスペインは、フランス海軍と共に1805年にイギリス海軍とトラファルガーの海戦を戦ったものの惨敗し、スペイン海軍は壊滅した。
19世紀初頭にはナポレオン戦争とその他の要因が重なって経済が崩壊状態になり、1808年3月にスペインの直接支配を目論んだフランスによってブルボン朝のフェルナンド7世が退位させられ、ナポレオンの兄のジョゼフがホセ1世としてスペイン国王に即位した。この外国の傀儡国王はスペイン人にとっては恥辱とみなされ、即座にマドリードで反乱が発生した。これが全土へ広がり、1808年からいわゆるスペイン独立戦争に突入する。ナポレオンは自ら兵を率いて介入し、連携の悪いスペイン軍とイギリス軍を相手に幾つかの戦勝を収めるものの、スペイン軍のゲリラ戦術とウェリントン率いるイギリス・ポルトガル軍を相手に泥沼にはまり込んでしまう。その後のナポレオンのロシア遠征の破滅的な失敗により、1814年にフランス勢力はスペインから駆逐され、フェルナンド7世が復位した。フェルナンド7世は復位後絶対主義への反動政策を採ったため、自由主義を求めるスペイン人の支持を受けて1820年にラファエル・デル・リエゴ将軍が率いるスペイン立憲革命が達成され、戦争中にカディスで制定されたスペイン1812年憲法が復活したが、ウィーン体制の崩壊を恐れる神聖同盟の干渉によって1823年にリエゴ将軍は処刑され、以後1世紀に及ぶ政治的不安定と分裂を決定付けた。また、挫折した立憲革命の成果もあって、1825年にシモン・ボリーバルをはじめとするリベルタドーレスの活躍によって南米最後の植民地ボリビアが独立し、キューバとプエルトリコ以外のアメリカ大陸の植民地を失った。
立憲革命挫折後の19世紀スペインは、王統の正統性を巡って三次に亘るカルリスタ戦争が勃発するなどの政治的不安定と、イギリスやベルギー、ドイツ帝国、アメリカ合衆国で進行する産業革命に乗り遅れるなどの経済的危機にあった。1873年にはスペイン史上初の共和制移行（スペイン第一共和政）も起こったが、翌1874年には王政復古した。また、19世紀後半には植民地として残っていたフィリピンとキューバで独立運動が発生し、1898年にキューバのハバナでアメリカ海軍のメイン号が爆沈したことをきっかけに、これらの植民地の独立戦争にアメリカ合衆国が介入した。この米西戦争に於いて、スペイン軍の幾つかの部隊は善戦したものの、高級司令部の指揮が拙劣で短期間で敗退してしまった。この戦争は "El Desastre"（「大惨事」）の言葉で知られており、敗戦の衝撃から「98年世代」と呼ばれる知識人の一群が生まれた。

### スペイン内戦終結まで

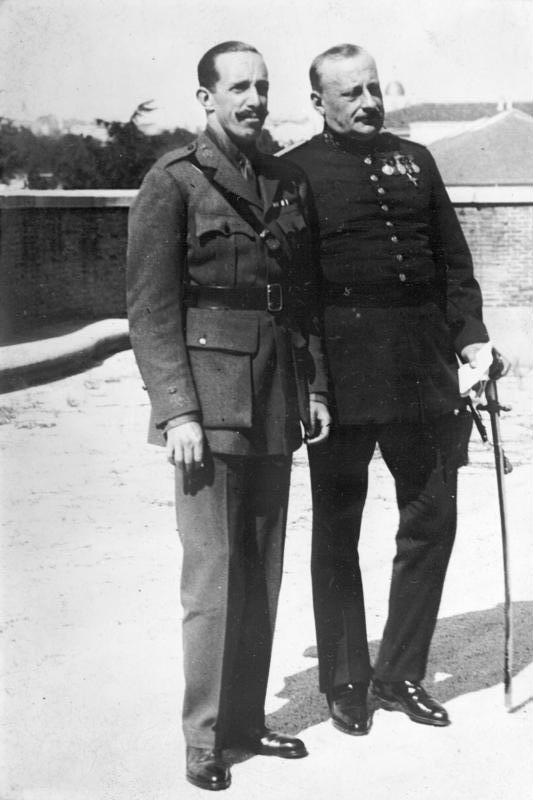
国王アルフォンソ13世とミゲル・プリモ・デ・リベラ将軍（1930年）

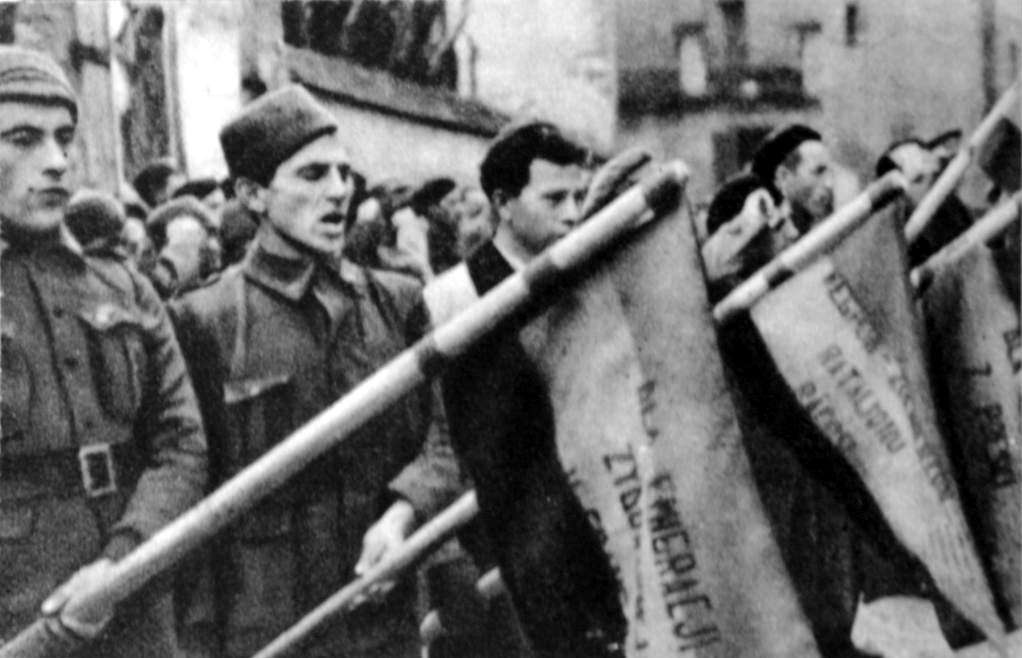
スペイン内戦に参戦した国際旅団のポーランド人義勇兵

スペインはアフリカ分割では僅かな役割しか果たさず、スペイン領サハラ（西サハラ）とスペイン領モロッコ（モロッコ）、スペイン領ギニア（赤道ギニア）を獲得しただけだった。スペインは1914年に勃発した第一次世界大戦を中立で乗り切り、アメリカ合衆国発のインフルエンザのパンデミックが中立国スペインからの情報を経て世界に伝わったため、「スペインかぜ」と呼ばれた。第一次世界大戦後、1920年にスペイン領モロッコで始まった第3次リーフ戦争では大損害を出し、フランス軍の援軍を得て1926年に鎮圧したものの、国王の権威は更に低下した。内政ではミゲル・プリモ・デ・リベラ将軍の愛国同盟(後にファランヘ党に吸収)による軍事独裁政権（1923年 - 1930年）を経て、1930年にプリモ・デ・リベーラ将軍が死去すると、スペイン国民の軍政と軍政を支えた国王への不満の高揚により、翌1931年にアルフォンソ13世が国外脱出し、君主制は崩壊した。君主制崩壊によりスペイン1931年憲法が制定され、スペイン第二共和政が成立した。第二共和国はバスク、カタルーニャそしてガリシアに自治権を与え、また女性参政権も認められた。
しかしながら、左派と右派との対立は激しく、政治は混迷を続けた。1936年の選挙にて左翼共和党 (IR)、社会労働党 (PSOE)、共産党 (PCE) ら左派連合のマヌエル・アサーニャスペイン人民戦線政府が成立すると軍部が反乱を起こし、スペイン内戦が勃発した。3年に及ぶ内戦はソビエト連邦の支援を受けた共和国政府を、ナチス・ドイツとイタリア王国の支援を受けたフランシスコ・フランコ将軍が率いる反乱軍が打倒することで終結した。第二次世界大戦の前哨戦となったこの内戦によってスペインは甚大な物的人的損害を被り、50万人が死亡、50万人が国を捨てて亡命し、社会基盤は破壊し、国力は疲弊しきってしまっていた。

### フランコ独裁体制

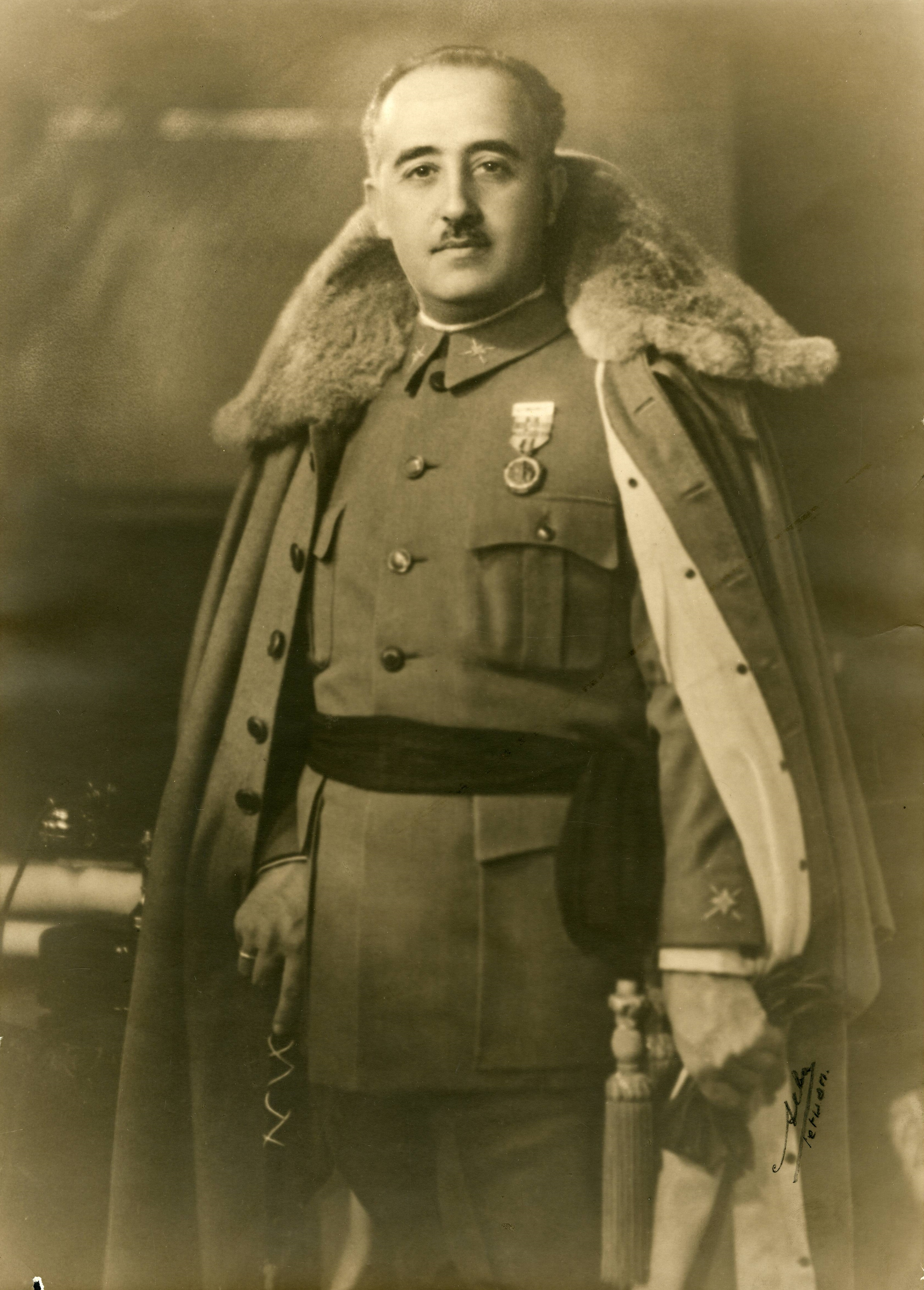
フランシスコ・フランコ総統。1939年から1975年までスペインの最高指導者として君臨した。

1939年4月1日から1975年11月22日まで、すなわちスペイン内戦終結からフランシスコ・フランコの死去までの36年間は、フランコ独裁時代であった。フランコが結成したファランヘ党（1949年に国民運動に改称）の一党制となり、ファランヘ党は反共主義、カトリック主義、ナショナリズムを掲げた。
第二次世界大戦ではフランコ政権は枢軸国寄りであり、独ソ戦ではソ連と戦う義勇兵「青師団」をナチス・ドイツ側に派遣したが、正式な参戦はせずに中立を守った。
第二次世界大戦終結後、ファシズム体制のスペインは政治的、経済的に孤立し、1955年まで国際連合にも加入できなかった。しかし、東西冷戦の進展とともにアメリカはイベリア半島への軍事プレゼンスの必要性からスペインに接近するようになり、スペインの国際的孤立は緩和した。また、フランコは1957年にモロッコとの間で勃発したイフニ戦争（Ifni War）などの衝突を経た後、国際的な脱植民地化の潮流に合わせて徐々にそれまで保持していた植民地を解放し、1968年10月12日には赤道ギニアの独立を認めた。フランコ主義下のスペイン・ナショナリズムの高揚は、カタルーニャやバスクの言語や文化への弾圧を伴っており、フランコ体制の弾圧に対抗して1959年に結成されたバスク祖国と自由（ETA）はバスク民族主義の立場からテロリズムを繰り広げ、1973年にフランコの後継者だと目されていたルイス・カレーロ・ブランコ首相を暗殺した。

### 王政復古から現在

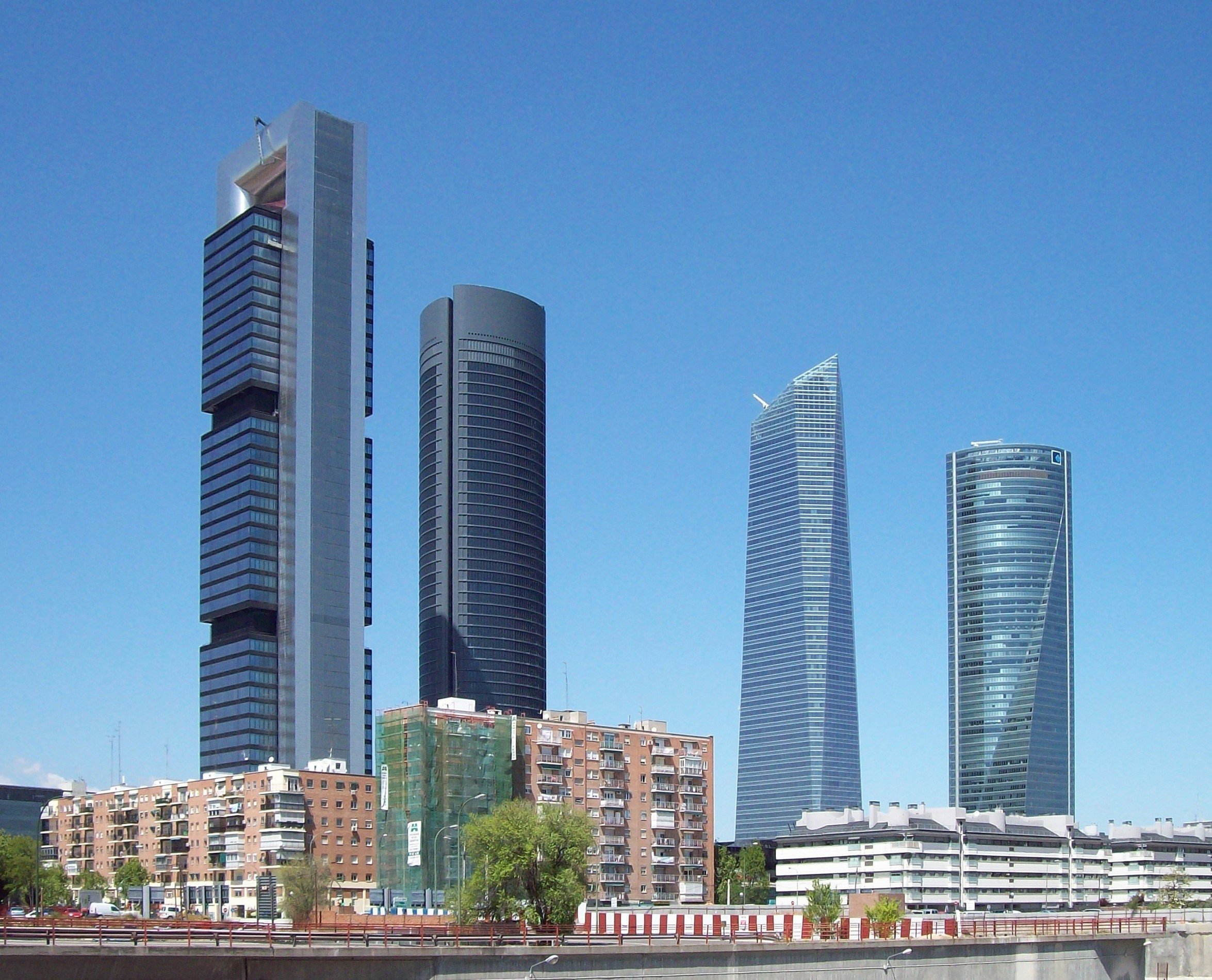
首都マドリードのクアトロ・トーレス・ビジネス・エリア

1975年11月22日にフランコ将軍が死去すると、その遺言により フアン・カルロス王子（アルフォンソ13世の孫）が王座に就き、王政復古がなされた。
フランコの死により左派の巻き返しが生じ、1976年10月にはマドリード市内で青年らによる暴動が発生。左派の呼びかけにより数万人が参加する規模のゼネラル・ストライキも発生したが、国民の多くには支持されず、暴徒は警官隊に鎮圧された。
フアン・カルロス国王は専制支配を継続せず、スペイン1978年憲法の制定により民主化が達成され、スペイン王国は制限君主制国家となった。1981年2月23日には軍政復帰を目論むアントニオ・テヘーロ中佐ら一部軍人によるクーデター未遂事件が発生したものの、毅然とした態度で民主主義を守ると宣言した国王に軍部の大半は忠誠を誓い、この事件は無血で鎮圧された (23-F)。
民主化されたスペインは1982年に北大西洋条約機構（NATO）に加入、同年の1982年スペイン議会総選挙により、スペイン社会労働党 (PSOE) からフェリペ・ゴンサレス首相が政権に就き43年ぶりの左派政権が誕生した。1986年にはヨーロッパ共同体（現在の欧州連合）に加入。1992年にはバルセロナオリンピックを開催した。一方、国内問題も抱えており、スペインはバスク地域分離運動のETAによるテロ活動に長年悩まされている。1982年に首相に就任したゴンサレスは14年に亘る長期政権を実現していたが、1996年スペイン議会総選挙で右派の国民党 (PP) に敗れ、ホセ・マリア・アスナールが首相に就任した。
21世紀に入ってもスペインは欧州連合の平均を上回る経済成長を続けているが、住宅価格の高騰と貿易赤字が問題になっている。
2002年7月18日、ペレヒル島危機が起こり、モロッコとの間で緊張が高まったが、アメリカの仲裁で戦争には至らなかった。同年9月、アスナール首相がイラク戦争を非常任理事国として支持、2003年3月のイラク戦争開戦後は有志連合の一員として、米英軍と共にイラクにスペイン軍1400人を派遣した。2004年3月11日にマドリード列車爆破テロ事件が起き、多数の死傷者を出した。選挙を3日後に控えていた右派のアスナール首相はこれを政治利用し、バスク祖国と自由（ETA）の犯行だと発表したが、3月14日に実施された2004年スペイン議会総選挙では左派の社会労働党が勝利し、サパテロ政権が誕生した。サパテロ首相は就任後、2004年5月にイラク戦争に派遣されていたスペイン軍を撤退させた。また、後に2004年の列車爆破事件はアルカーイダの犯行と CIAからの発表があると、この対応を巡って政治問題となった。サパテロ政権は2008年スペイン議会総選挙でも勝利したが、同年9月のリーマン・ショック勃発により、スペインの経済は壊滅的な打撃を受けた。
2011年スペイン議会総選挙では国民党が勝利し、マリアーノ・ラホイが首相に就任した。
2016年9月、去年と今年の2度の総選挙を行っても政権を樹立出来ないままだったが、第一党の国民党のラホイ首相を首班とする政権樹立を下院で反対多数で否決し、またもや政権樹立に失敗。11月3日になってようやくラホイ再任が決定し新内閣が発足した。
2017年10月27日、カタルーニャ州が独立宣言を行う(カタルーニャ共和国)も、スペイン側はカタルーニャの自治権を剥奪し直轄統治を開始。2020年には新型コロナウイルスの拡大が深刻となった。
2021年9月から10月にかけて、例年、降水量が少ない南東部、アンダルシア州、バレンシア州などで記録的な集中豪雨が次々に発生。鉄砲水や河川の氾濫などで住宅地が冠水、自動車に取り残された者が死亡するなどの被害が出た。

## 地理

### 地形

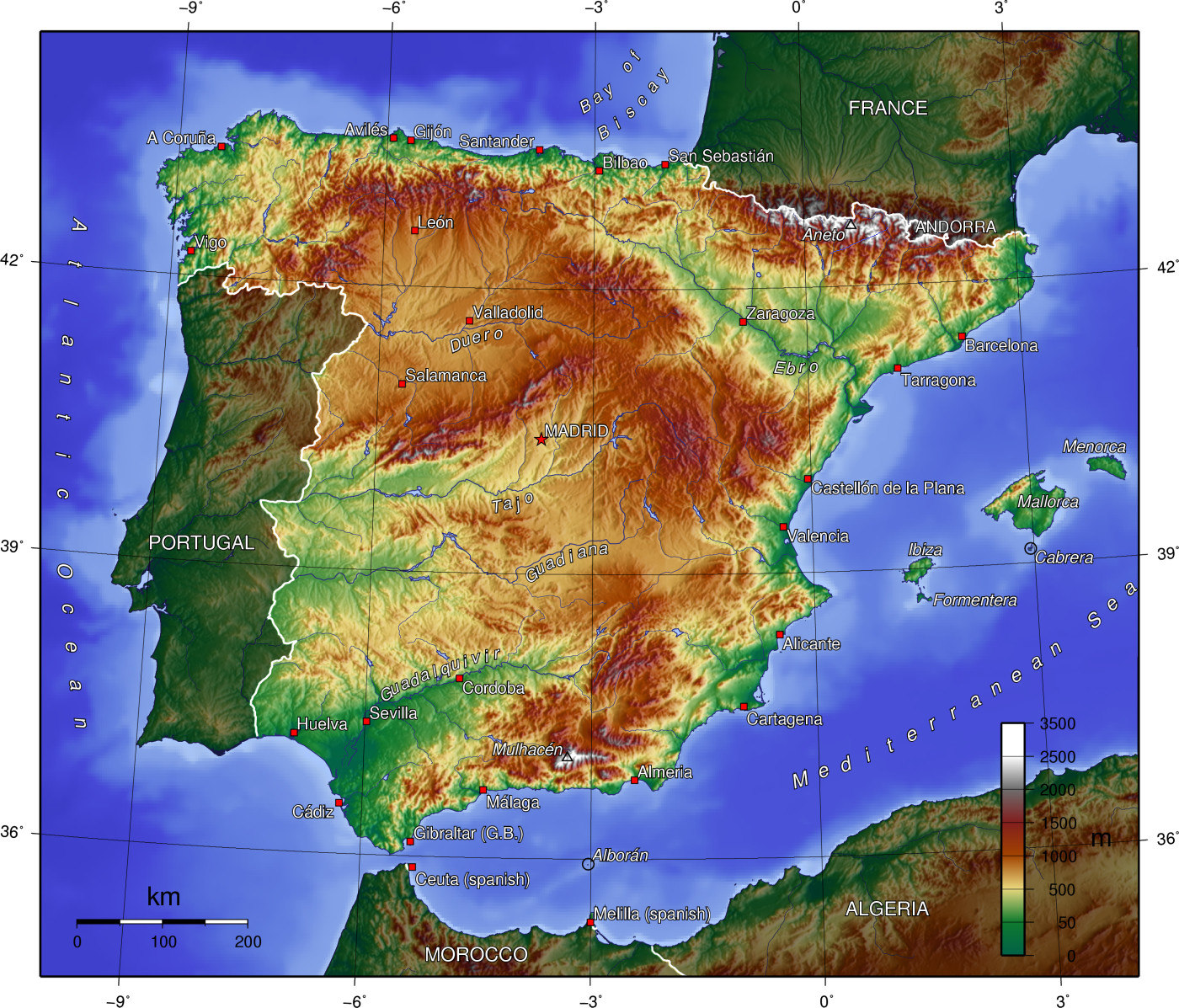
スペインの地形

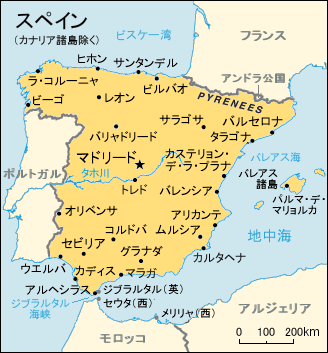
スペインの都市名

スペイン本土は高原や山地（ピレネー山脈やシエラ・ネバダ山脈）に覆われている。高地からはいくつかの主要な河川（タホ川、エブロ川、ドゥエロ川、グアディアナ川、グアダルキビール川）が流れている。沖積平野は沿岸部に見られ、最大のものはアンダルシア州のグアダルキビール川の平野である。東部の海岸にも中規模な河川（セグラ川、フカール川、トゥリア川）による平野が見られる。
南部と東部は地中海に面し、バレアレス諸島が東部の海岸沖にある。北と西は大西洋に面し、北部で面している海域はカンタブリア海（ビスケー湾）と呼ばれる。カナリア諸島はアフリカ大陸の大西洋沖にある。

### 生態系
スペインの生物相はヨーロッパ諸国の中では多様なものとなっている。
動物相は、大西洋と地中海の間、アフリカとユーラシアの間に位置するイベリア半島の地理的位置と、気候の多様性ならび地域区分の明確化による生息地や生息域の多様性に大きく起因している点から、多種多様な生物が生息している。
対して植物相は、地形、気候、緯度の多様性など、いくつかの要因により動物相より豊かなものとなっている面を持つ。同王国には様々な植物地理学的地域が存在しており、それぞれが独自の花の特徴を持っているが、これは主に気候、地形、土壌の種類と火災、生物的要因の相互作用によるものである。2019年時点のスペイン国土における森林景観完全性指数の平均値は4.23/10で、172か国中世界130位にランクされている。
スペインはヨーロッパ領土内においては、ヨーロッパ諸国の中で最も多くの植物種（7,600種の維管束植物）を保有している。傍ら、同王国では178億400万本の樹木があり、毎年平均2億8400万本が新たに成長している。

### 気候
地理的状況と地形条件に応じて3種類の主要な気候帯に分けられる。全国的には地中海性気候に属する地域が多い。バスク州からガリシア州にかけての北部は西岸海洋性気候であり、降水量が多い。また、本土から南西に離れたカナリア諸島は亜熱帯気候に属する。
18～19世紀にカトリック教会から収容された広大な土地で鉱業や農業が行われ、後者は地下の帯水層から過剰に汲み上げられる地下水による灌漑に頼っているため、国土の20％程度が砂漠化し、乾燥地・半乾燥地全体では75％にも達する。森林火災も表土喪失に拍車をかけている。

### 災害
2024年スペイン洪水で、200名以上死亡した。

### 標準時
スペインはイギリス同様、国土の大部分が本初子午線よりも西に位置しているが、標準時としてはイギリスよりも1時間早い中央ヨーロッパ時間を採用している（西経13度から18度にかけて存在するカナリア諸島は、イギリス本土と同じ西ヨーロッパ時間）。このため、西経3度42分に位置するマドリードにおける太陽の南中時刻は午後1時15分ごろ（冬時間）、午後2時15分ごろ（夏時間）となり、日の出や日の入りの時刻が大幅に遅れる（カナリア諸島についても同様）。スペインでは諸外国と比べて昼食（午後2時ごろ開始）や夕食（午後9時ごろ開始）の時刻が遅いことで有名だが、これは太陽の南中や日没に時間を合わせているためである。

### 主要都市
スペインにはマドリードやバルセロナ、バレンシアなど国際的な観光都市が多数存在する。

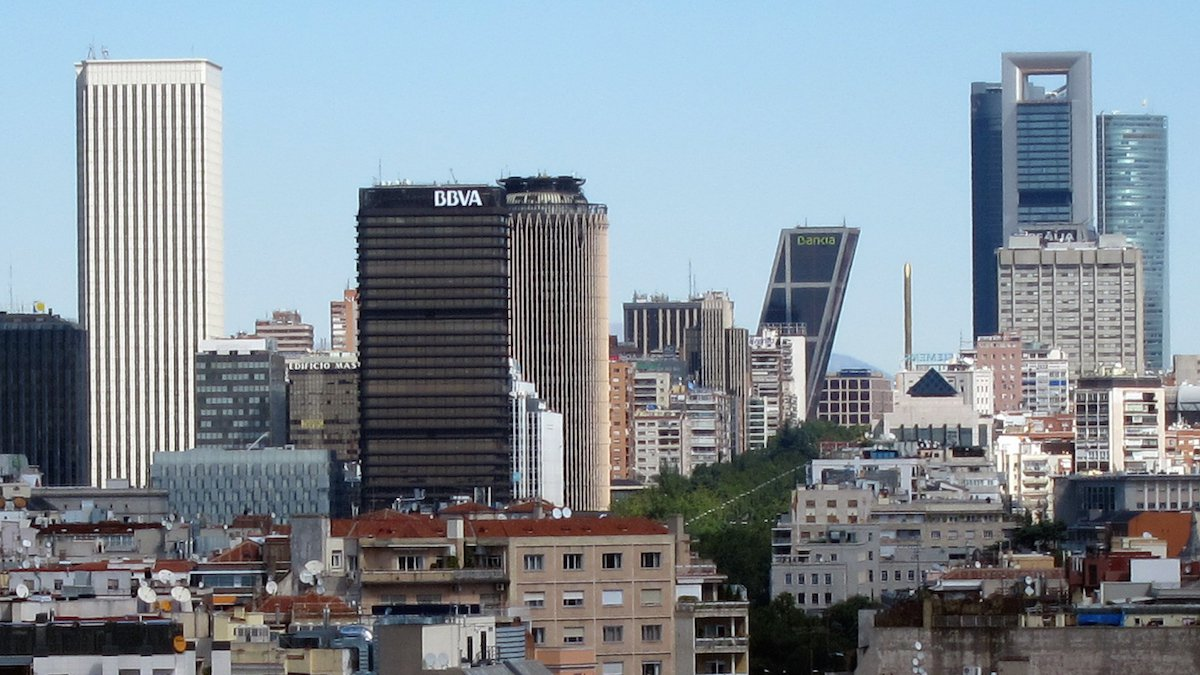
01.マドリード
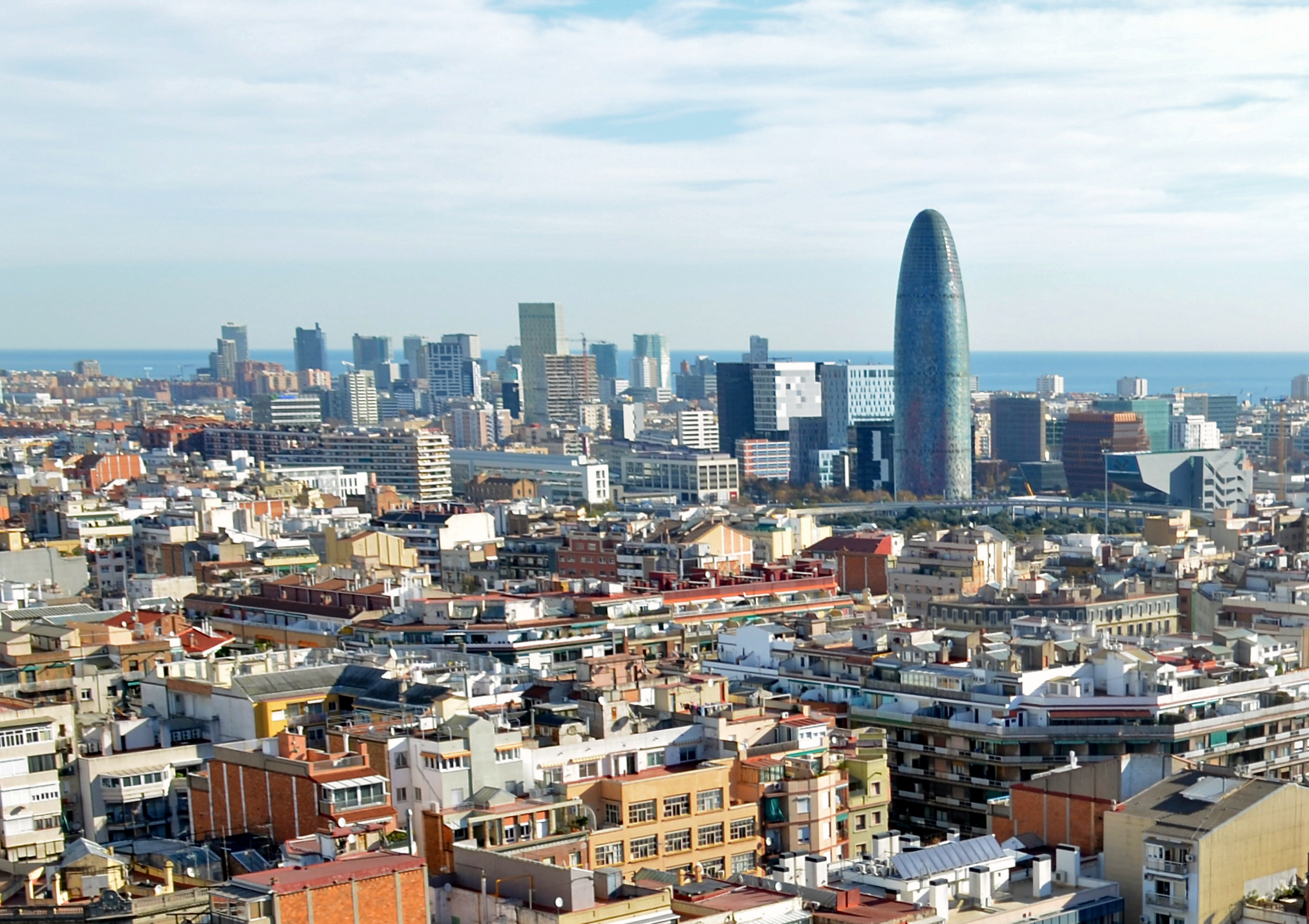
02.バルセロナ
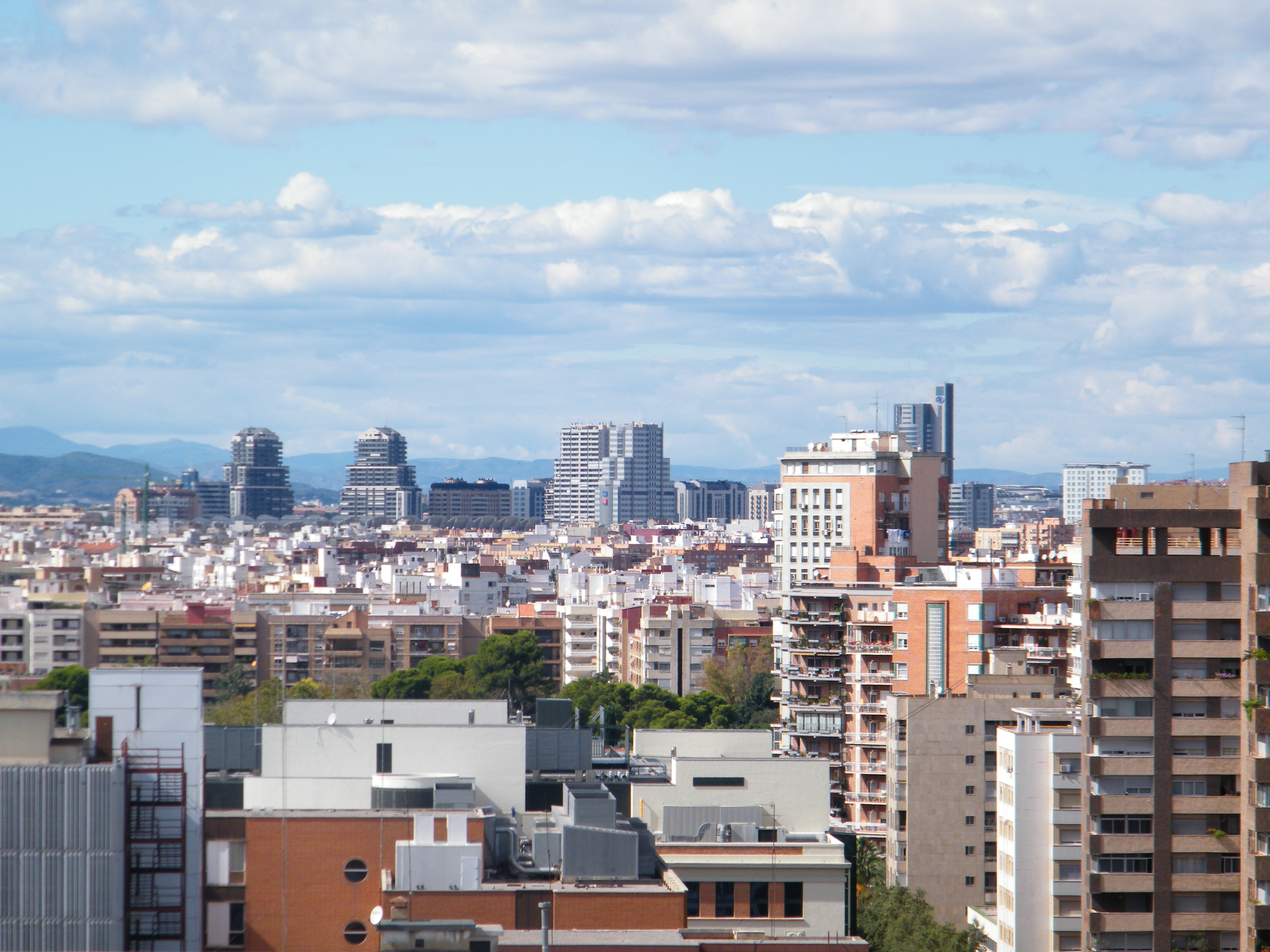
03.バレンシア
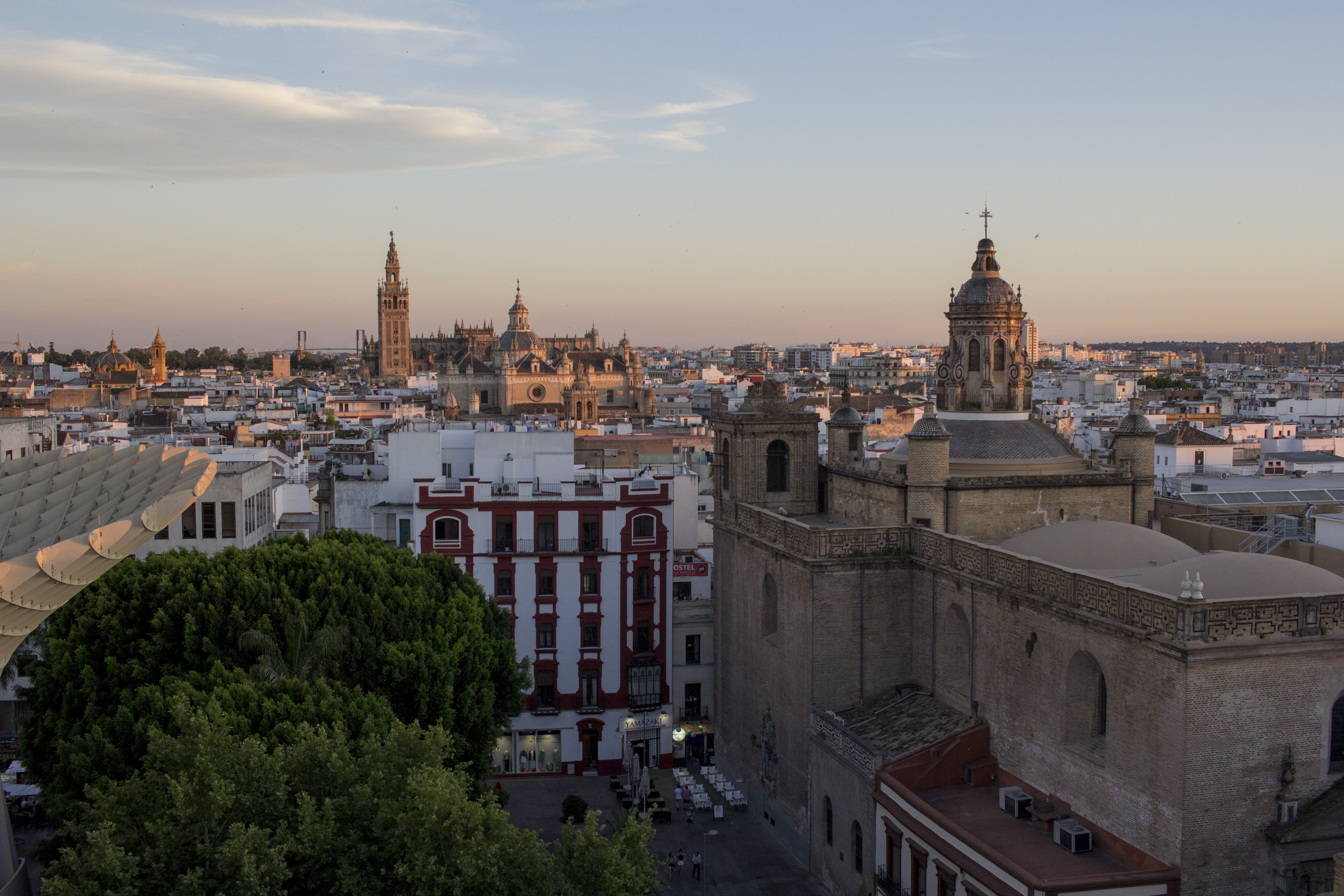
04.セビリア
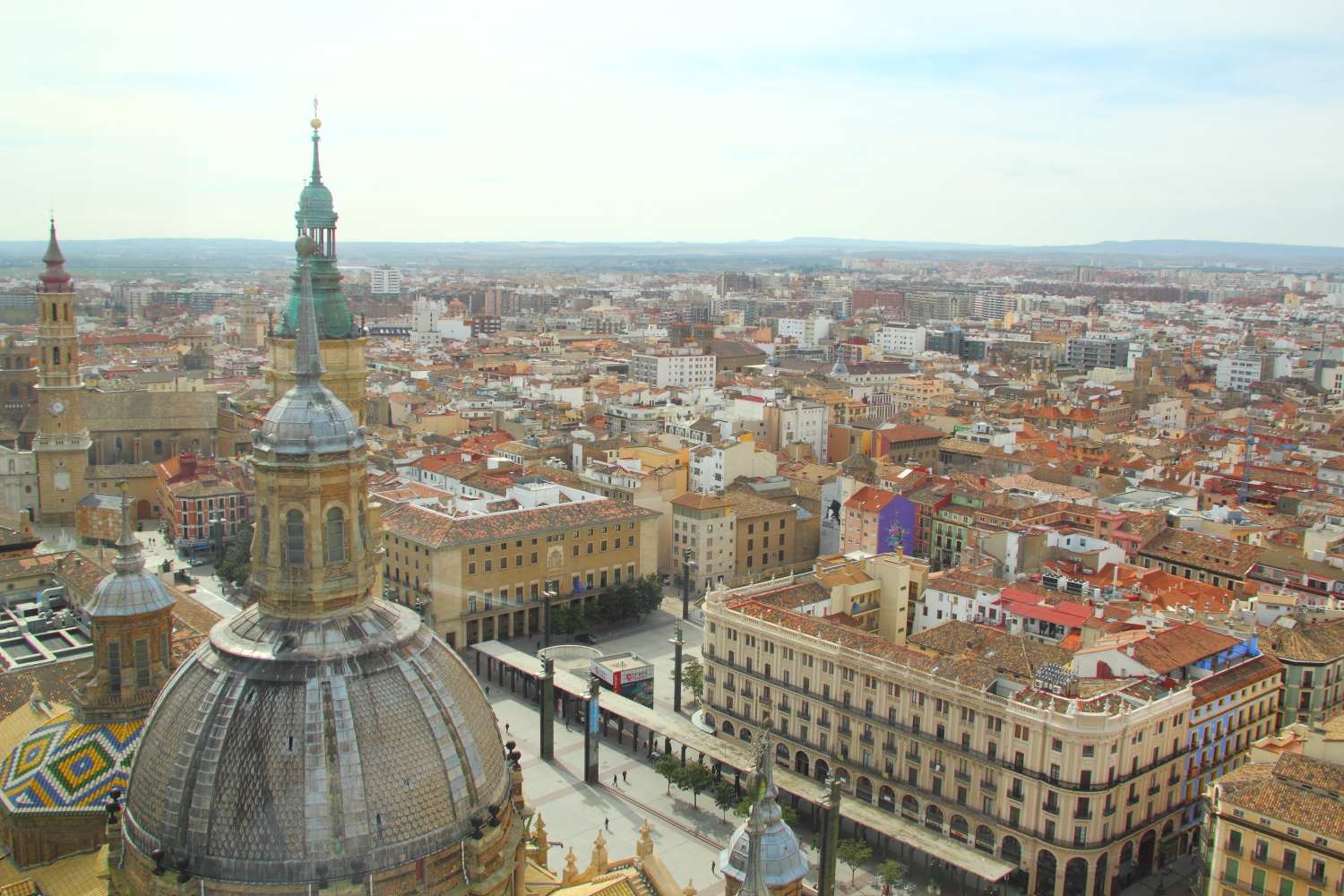
05.サラゴサ

## 政治

### 国政

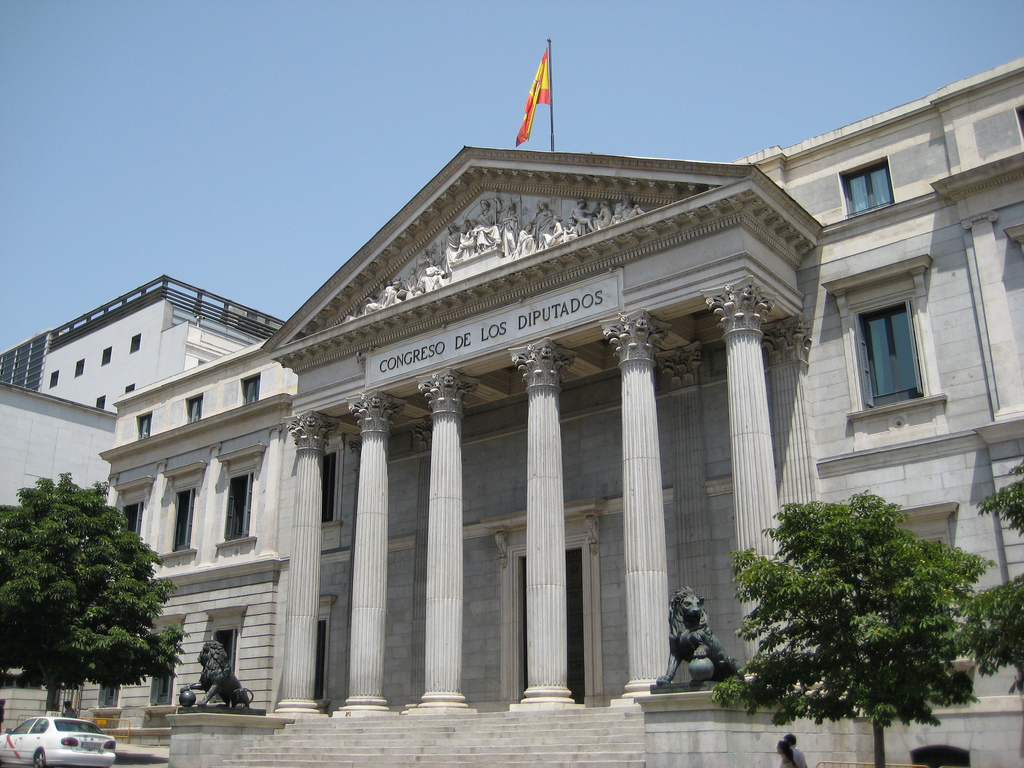
スペイン下院議事堂

政体は立憲君主制・議院内閣制。1975年のフアン・カルロス1世の即位による王政復古により成立した現在の政体では、国王は象徴君主という位置づけであり、主権は国民に在する。国王は国家元首であり、国家の統一と永続の象徴と規定されており、国軍の名目上の最高指揮官である。国王は議会の推薦を受けて政府首班（首相）の指名を行うほか、首相の推薦を受けて閣僚の任命を行う。現行憲法はスペイン1978年憲法である。
国会は両院制であり、スペイン下院は定数350議席で4年ごとの直接選挙で選ばれ、スペイン上院は定数264議席で208議席が選挙によって選出され、残り56議席が自治州の推薦で選ばれる。
2019年2月現在の与党はスペイン社会労働党で、国民党と共に二大政党制を構成する。2012年ごろより勢力を拡大した共和系政党であるポデモス、2015年ごろより勢力を拡大したシウダダノスを併せて四大政党制とされることもある。上述のようにスペインの首相は国王が指名を行うため必ずしも議会の最多議席政党の党首が首相に就任するわけではなく、議席上は上下院ともにスペイン社会労働党はスペイン国民党よりも議席数が少ない状態になっている。その他には、スペイン共産党を中心に左翼少数政党によって構成される政党連合統一左翼や連合・進歩・民主主義などの全国政党のほかに、集中と統一（CiU）、カタルーニャ共和主義左翼（ERC）、バスク民族主義党（EAJ-PNV）、ガリシア民族主義ブロック（BNG）、カナリア連合＝カナリア民族主義党（CC–PNC）などカタルーニャやバスク、ガリシア州、カナリア諸島の民族主義地域政党が存在する。

### 地方行政区画

#### 自治州と県
スペインは17の自治州 (comunidad autónoma) から構成される。また、自治州の下に50の県 (provincia) が存在する。
- アストゥリアス州 (Asturias)
- アラゴン州 (Aragón)
- アンダルシア州 (Andalucía)

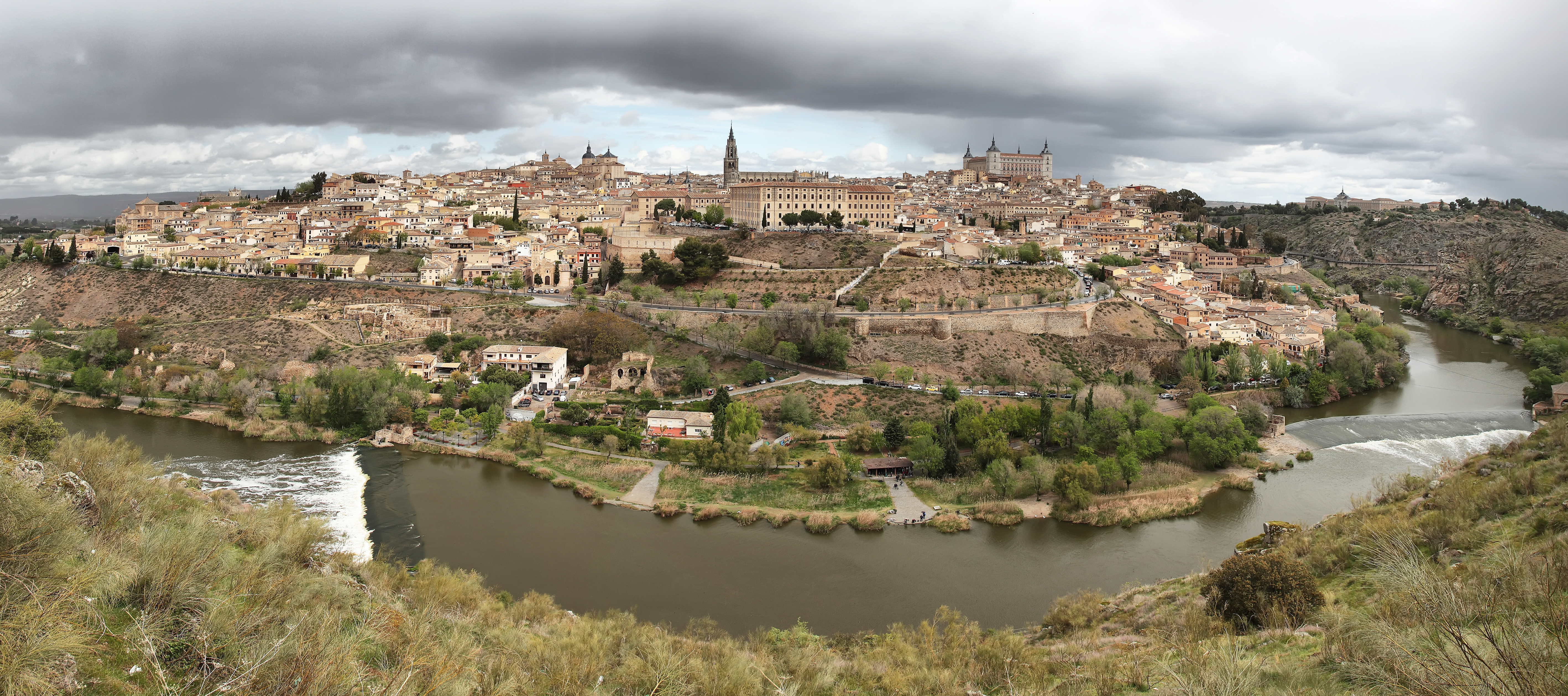
トレド

- エストレマドゥーラ州 (Extremadura)
- カスティーリャ・イ・レオン州 (Castilla y León)
- カスティーリャ＝ラ・マンチャ州 (Castilla-La Mancha)
- カタルーニャ州 (Cataluña)
- カナリア諸島州 (Islas Canarias)
- ガリシア州 (Galicia)
- カンタブリア州 (Cantabria)
- ナバラ州 (Navarra)
- バスク州 (País Vasco)
- バレアレス諸島州 (Islas Baleares)
- バレンシア州 (Valencia)
- マドリード州 (Comunidad de Madrid)
- ムルシア州 (Región de Murcia)
- ラ・リオハ州 (La Rioja)

また、アフリカ沿岸にも5つの領土がある。セウタとメリリャの諸都市は、都市と地域の中間的な規模の自治権を付与された都市として統治されている。チャファリナス諸島、ペニョン・デ・アルセマス島、ペニョン・デ・ベレス・デ・ラ・ゴメラで構成されるプラサス・デ・ソベラニアは、スペイン政府が直轄統治する地域である。

#### 主要都市
| 1              | マドリード                           | マドリード州     | 3,277,451 | 11 | アリカンテ                         | バレンシア州                 | 338,768 |
| 2              | バルセロナ                           | カタルーニャ州   | 1,627,559 | 12 | コルドバ                           | アンダルシア州               | 322,327 |
| 3              | バレンシア                           | バレンシア州     | 788,842   | 13 | バリャドリッド                     | カスティーリャ・イ・レオン州 | 297,370 |
| 4              | セビリア                             | アンダルシア州   | 684,340   | 14 | ビーゴ                             | ガリシア州                   | 294,650 |
| 5              | サラゴサ                             | アラゴン州       | 681,430   | 15 | ヒホン                             | アストゥリアス州             | 269,311 |
| 6              | マラガ                               | アンダルシア州   | 578,063   | 16 | ルスピタレート・ダ・リュブラガート | カタルーニャ州               | 265,003 |
| 7              | ムルシア                             | ムルシア州       | 459,778   | 17 | ビトリア＝ガステイス               | バスク州                     | 252,953 |
| 8              | パルマ・デ・マヨルカ                 | バレアレス諸島州 | 424,837   | 18 | ア・コルーニャ                     | ガリシア州                   | 245,541 |
| 9              | ラス・パルマス・デ・グラン・カナリア | カナリア諸島州   | 380,667   | 19 | エルチェ                           | バレンシア州                 | 235,566 |
| 10             | ビルバオ                             | バスク州         | 345,749   | 20 | グラナダ                           | アンダルシア州               | 233,680 |
| 2021年国勢調査 |                                      |                  |           |    |                                    |                              |         |

### 国際関係
旧植民地であったラテンアメリカ諸国との伝統的友好関係も非常に重要となっており、毎年スペイン、ポルトガルとラテンアメリカ諸国の間で持ち回りで開催されるイベロアメリカ首脳会議にも参加している。1986年のEC加盟以降、そこに属してスペインへ資本を輸出する国との関係が相対的に密接となっている。スペインはアフリカ大陸に位置するスペイン領のセウタとメリリャの帰属を巡り、モロッコと領土問題を抱えている。モロッコはダノンなどのフランス企業が既に60年以上かけて事業関係を築いてきた国である。また、スペインが1801年以来実効支配しているオリベンサに対してポルトガルが返還を求めている。ポルトガルとの間には両国を統一すべきであるとのイベリスモ思想も存在する。この点、英葡永久同盟の存在と、イギリスからスペインへ投資が行われていることに注意を要する。ジブラルタル海峡はヨーロッパ大陸とアフリカ大陸が近接し、地中海と大西洋を結ぶチョークポイントであり、ケーブル・アンド・ワイヤレスの海底ケーブルが敷設されている。

#### 日本との関係
日西関係史としては、岩倉使節団の記録である『米欧回覧実記』（1878年発行）には、その当時のスペインの地理・歴史について記述した個所がある。日本の鉱業法はスペインのそれをモデルとしている。
2018年1月1日付けで、外交関係樹立150周年を記念し「日本・スペイン外交樹立関係150周年推進委員会」を設立、「日本・スペイン外交樹立150周年事務局」を外務省欧州局に設置し、周年事業のための公式ロゴも用意された。周年事業登録を募集するサイトも日本語とスペイン語で公開された。同年10月には安倍首相がスペインを訪問。サンチェス首相と会談し、両国の関係を戦略的パートナーシップに格上げすることが合意された。

### 軍事

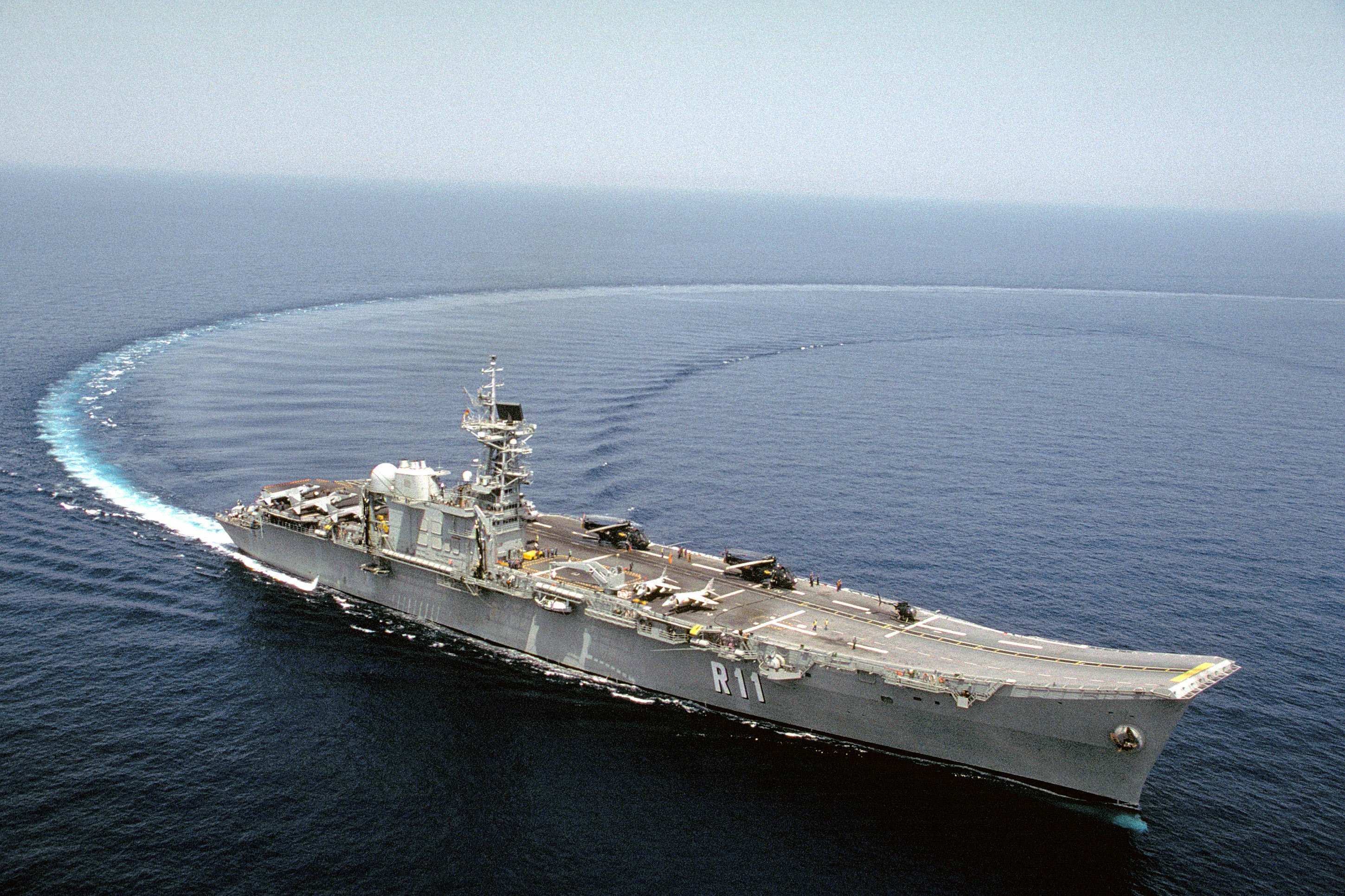
空母プリンシペ・デ・アストゥリアス

同王国軍は陸軍、海軍、空軍、グアルディア・シビルの4つの組織から構成されている。国王は憲法によって国軍の最高指揮官であると規定されている。2001年末に徴兵制が廃止され、志願制に移行した。2007年の時点で総兵力は147,000人、予備役は319,000人である。
軍事費（防衛費）の対国内総生産（GDP）比は日本と同程度の約1%内外にとどまり、NATO諸国の中で比較しても低率な方ではあるが、イージス艦や軽空母、強襲揚陸艦、マルチロール機のユーロファイター タイフーン、レオパルト2EA6戦車など、他の主要先進国にも引けを取らない最新鋭の兵器を配備している。
また、国境警備隊として王立国家警察が存在する。

### 情報機関
スペインの情報機関は3つの部門に分けられており、全ての部門に様々な警察部隊の諜報機関が付属されている特徴を持っている。

## 経済

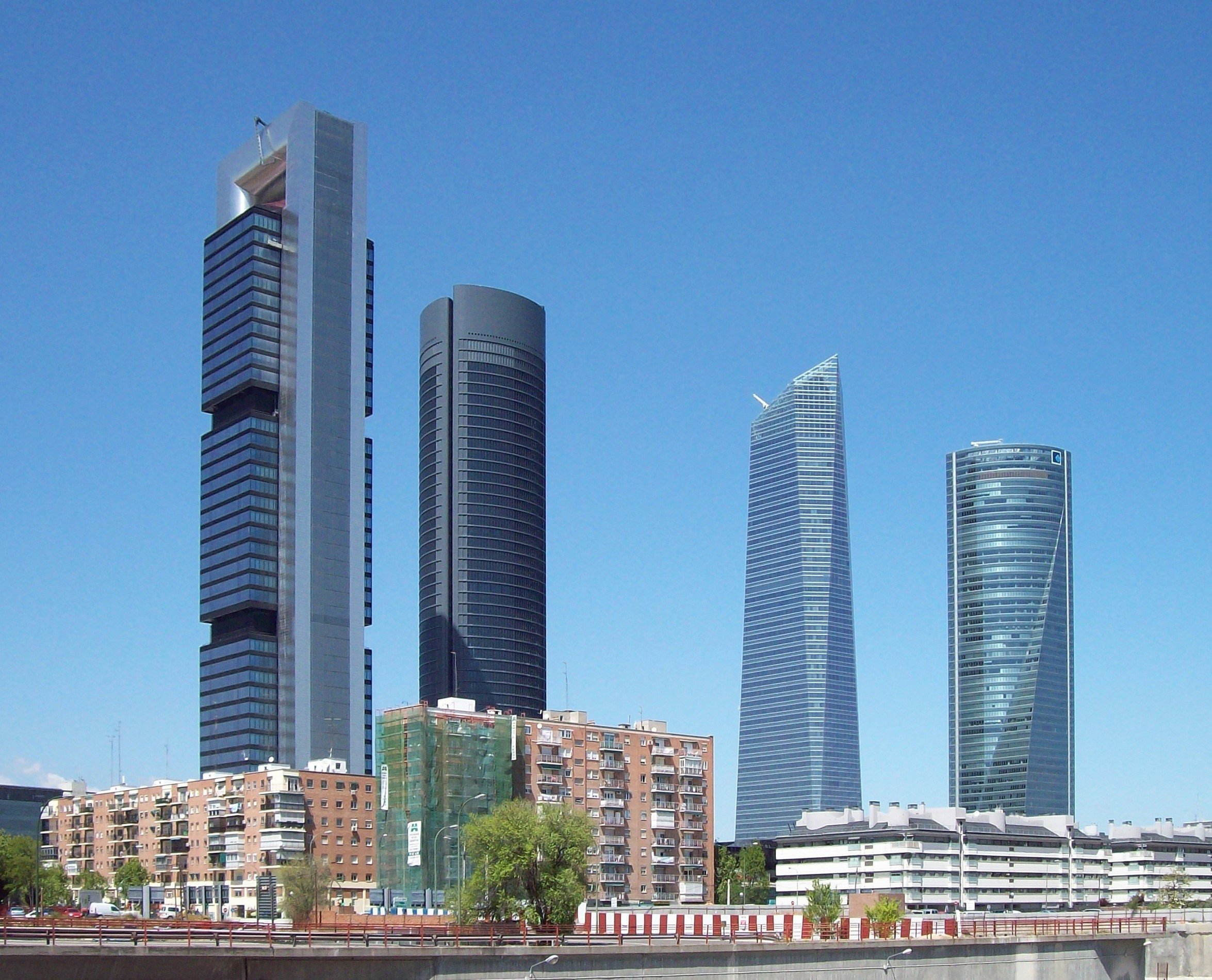
クアトロ・トーレス・ビジネス・エリア

IMFによると、2022年のスペインのGDPは1兆4189億ドルであり、世界第14位である。メキシコと同じかやや下回る程度の経済規模であり、欧州連合加盟国では4位である。
世界遺産や歴史的建築物が多数あるため観光産業の比重も大きく、国全体のGDPに占める観光産業の割合は10%を超えている。
大企業の社名を挙げるならば、金融のサンタンデール銀行やビルバオ・ビスカヤ・アルヘンタリア銀行、通信関連企業のテレフォニカ、電力のイベルドローラ、ザラで知られるアパレルのインディテックス、コンピュータ予約システムで高いシェアを有するアマデウスを提供するIT企業のアマデウスITグループなどが大企業として挙げられる。

### 欧州統合の効果
1960年代以来、労働組合の力が弱まり、フランスを主体とする外資が戻ってきた。欧州経済共同体加盟により投資環境が一挙に改善された。すなわち、近世から旧態依然として障壁となっていたスペインの経済法が欧州全体のルールに取って代わられ、さらに全国産業公社（Instituto Nacional de Industria）というコンツェルンも意義を問われ解体されていった。こうしてスペイン経済は1992年バルセロナオリンピックごろまで高度成長を続け、「スペインの年」と一部では呼ばれた。しかしユーロダラーの供給量が増えていたせいで、1992年9月にドイツ・マルクが暴騰した。ここで欧州経済は混乱、スペインもその巻き添えとなった。翌1993年に欧州連合（EU）が発足、1999年ペソがユーロへ切替わった。21世紀に入ってもスペインは欧州連合の平均を上回る経済成長を続けているが、住宅価格の高騰と貿易赤字が問題となっている。アスナール国民党政権の新自由主義的な雇用の流動化政策や土地法（Ley del Suelo de España）改正による土地開発制限の緩和、大規模な公共投資の実地、2003年改正EU電力自由化指令年内達成などによって、独仏伊といった欧州の経済大国を上回る勢いの経済成長を達成した。市場為替相場を基としたGDPは2008年は世界9位でカナダを超えたが、カナダが参加している主要国首脳会議のメンバーにはなっていない。

### 高失業率

OECD各国の失業率

2012年10月5日、スペインの月次の失業率はスペインの近代史上初めて25%を突破した（スペイン経済危機）。2013年には失業率26.1%、失業者は605万人と過去13年間で最悪の数字となっている。若年失業率は2013年に52%を超えており、OECD平均の3倍以上に上っている。
欧州各国の例にもれなく、スペインでも反グローバリゼーションを主張する運動が展開された。2014年、ベーシックインカム（最低限所得保障）を政治主張に掲げる政治団体ポデモスが結党され、国民党に次ぐ2番目の党員数を集めるなど急速に支持を拡大している。

### 業界

#### 観光産業
観光産業はスペイン経済の重要な基盤のひとつであり、2017年にはGDPの11.8%を占めた。2018年の統計では雇用の13.5%、260万人の直接雇用が観光産業によるものであり、625億ユーロの収益をもたらして、スペインの貿易赤字の低減に貢献した。2018年の国外からスペインを訪れたインバウンド観光客の数は8,280万人に達し、898億ユーロにおよぶ国際収支上の収益をもたらした。
現在のスペインは世界有数の観光大国である。欧州内で比較すると首位フランスに次ぐ第2位であり、イタリアより上位である。世界比較でも、2017年の国際観光客到着数では世界2位、2017年の旅行・観光競争力レポートでは世界1位を記録した。
スペインを訪れる外国人旅行者（国際観光客到着数）の中ではイギリス人が最も多く、2018年時点では約1852万人に達していた。
主な観光都市や観光スポット
主な観光都市としてはバルセロナ、マドリード、グラナダで、いずれも世界遺産を有し、世界の観光客を引き寄せている。またコスタ・デル・ソルやカナリア諸島を中心とした避寒目的のリゾート需要もスペインの観光産業を支えている。
主な観光スポットを挙げると、たとえばサグラダ・ファミリアは、2019年に470万人の観光客数を記録した。他にもアルハンブラ宮殿、コルドバの聖マリア大聖堂（メスキータ）、エル・エスコリアル修道院、イビサ島、クエンカ（世界遺産 歴史的城塞都市クエンカ）、セゴビア旧市街と水道橋などの観光スポットを挙げることができる。

#### 農業
農業は適地適作であり、北部は麦類、畜産物を産する。中央部では麦類、ぶどう、畜産物を産する。東部では柑橘類、コメ、南部ではオリーブ、ぶどう、野菜、コメなどの生産が盛んである。
但し、1960年代以降からは先述されている土地の砂漠化などの問題から農業が衰退して行く傾向にあり、現在では活動人口の約 6%しか雇用されていない深刻な状況に見舞われている。

#### 鉱業
現在、4ヶ所の鉱山が操業中であり、ニッケル、銅、亜鉛、タングステンを生産している。
スペインの鉱業資源は19世紀からリオ・ティントなどの外国資本に採掘されてきた。21世紀以降、採掘量は減少傾向にある。国際競争力が相対的に低下し、外資の投下される産業分野が多様化している。
有機鉱物資源では、世界の市場占有率の1.4%（2003年時点）を占める亜炭（1228万トン）が有力。品質の高い石炭（975万トン）、原油（32万トン）、天然ガス（22千兆ジュール）も採掘されている。主な炭鉱はアストゥリアス州とカスティーリャ・イ・レオン州にある。石炭の埋蔵量は5億トンであり、スペインで最も有力な鉱物である。
金属鉱物資源では、世界第4位（占有率9.8%）の水銀（150トン）のほか、2.1%の占有率のマグネシウム鉱（2.1万トン）の産出が目立つ。そのほか、金、銀、亜鉛、銅、鉛、わずかながら錫も対象となっている。鉱山はプレート境界に近い南部地中海岸のシエラネバダ山脈とシエラ・モレナ山脈に集中している。水銀はシエラ・モレナ山脈が伸びるカスティーリャ地方のシウダ・レアル県に分布する。アルマデン鉱山は2300年以上に亘って、スペインの水銀を支えてきた。鉄は北部バスク地方に分布し、ビルバオが著名である。しかしながらスペイン全体の埋蔵量は600万トンを下回り、枯渇が近い。
その他の鉱物資源では、世界第10位（市場占有率1.5%）のカリ塩、硫黄（同1.1%）、塩（同1.5%）を産出する。

#### 自動車産業
スペインは2019年時点において、世界で9位の自動車生産国（280万台）となっている。それに伴い、鉄鋼生産は同年時点で17位（360万トン）であった。2023年時点では245万台の自動車を生産し、世界8位の自動車生産国となり、ヨーロッパにおいてはドイツに次ぐ2位の自動車生産国となっていて、2024年現在もその地位を維持する 。

#### エネルギー
スペインにおけるエネルギー部門は同王国のGDPの約2.5％を占めている。

#### 物価
スペインの物価は日本とほぼ同じで、日本が3％高い。

#### 性風俗産業
スペインは、売春が合法化されている。有料の性的サービスを自発的に提供する行為は、公共の場所で行われない限り、罰則の対象にならない。ただし、売春の斡旋、仲介行為は違法である。
2016年の国連の調査によれば、スペインの性風俗産業の規模は、年37億ユーロ（約4900億円）規模に達しており、国内で売春を行ってる女性は30万人ほどと推定されている。また、スペインの男性の3割から4割が、金銭を支払って性行為をしたことがあるとの調査がある。国連の2011年の調査では、スペインはタイ、プエルトリコに続いて、世界で3番目の規模の売春大国とされた。
スペインの社会労働党は、この状況について、売春は女性を「奴隷化している」と主張しており、売春の非合法化を目指している。

## 交通
スペインの鉄道は主にレンフェ (RENFE) によって経営されており、標準軌（狭軌）路線など一部の路線はスペイン狭軌鉄道 (FEVE) によって経営されている。一般の地上鉄道の他、高速鉄道のAVEが国内各地を結んでいる。
地上路線の他にも、マドリード地下鉄をはじめ、バルセロナ地下鉄、メトロバレンシアなど、主要都市には地下鉄網が存在する。
また、スペインでは空港も発達しており、スペイン空軍などもよく利用している。
　　 →「スペインの空港一覧」も参照

## 科学技術

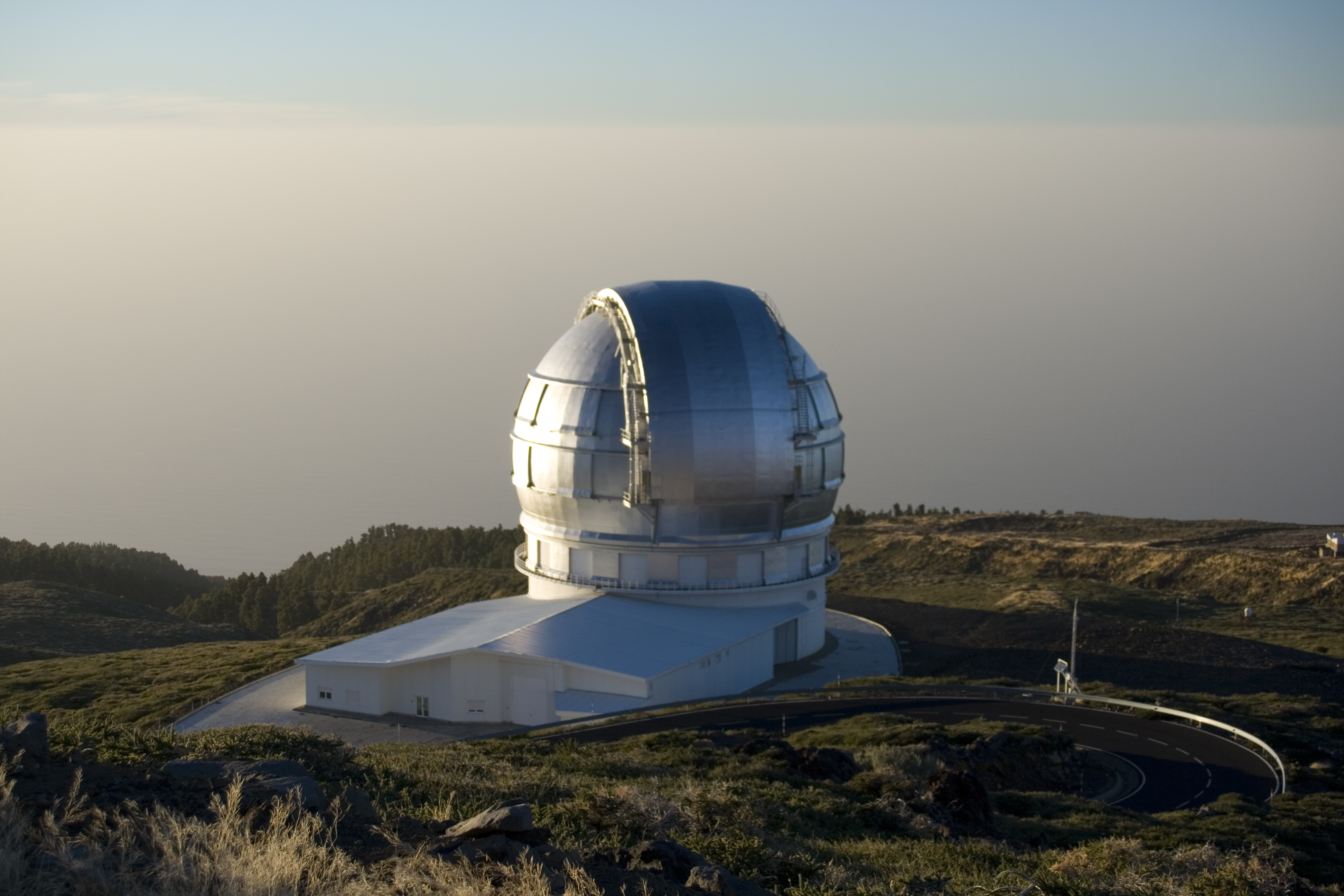
ロケ・デ・ロス・ムチャーチョス天文台に位置するグラン・テレスコピオ・カナリアス
日没時に撮影

スペインは科学出版物の総数の2.5％を占めており、世界9位の科学大国となっている。科学生産における世界ランキングではロシアを上回り 、科学そのものの質ではスイスやオーストラリアを上回っている。
同王国の科学技術は科学技術革新省やその他の研究、開発、革新(R&D&I)を目的とした機関によって実施される一連の政策、計画、プログラム、および大学や商業研究所などの科学技術インフラストラクチャーと関連施設の強化に関連している。

## 国民・社会

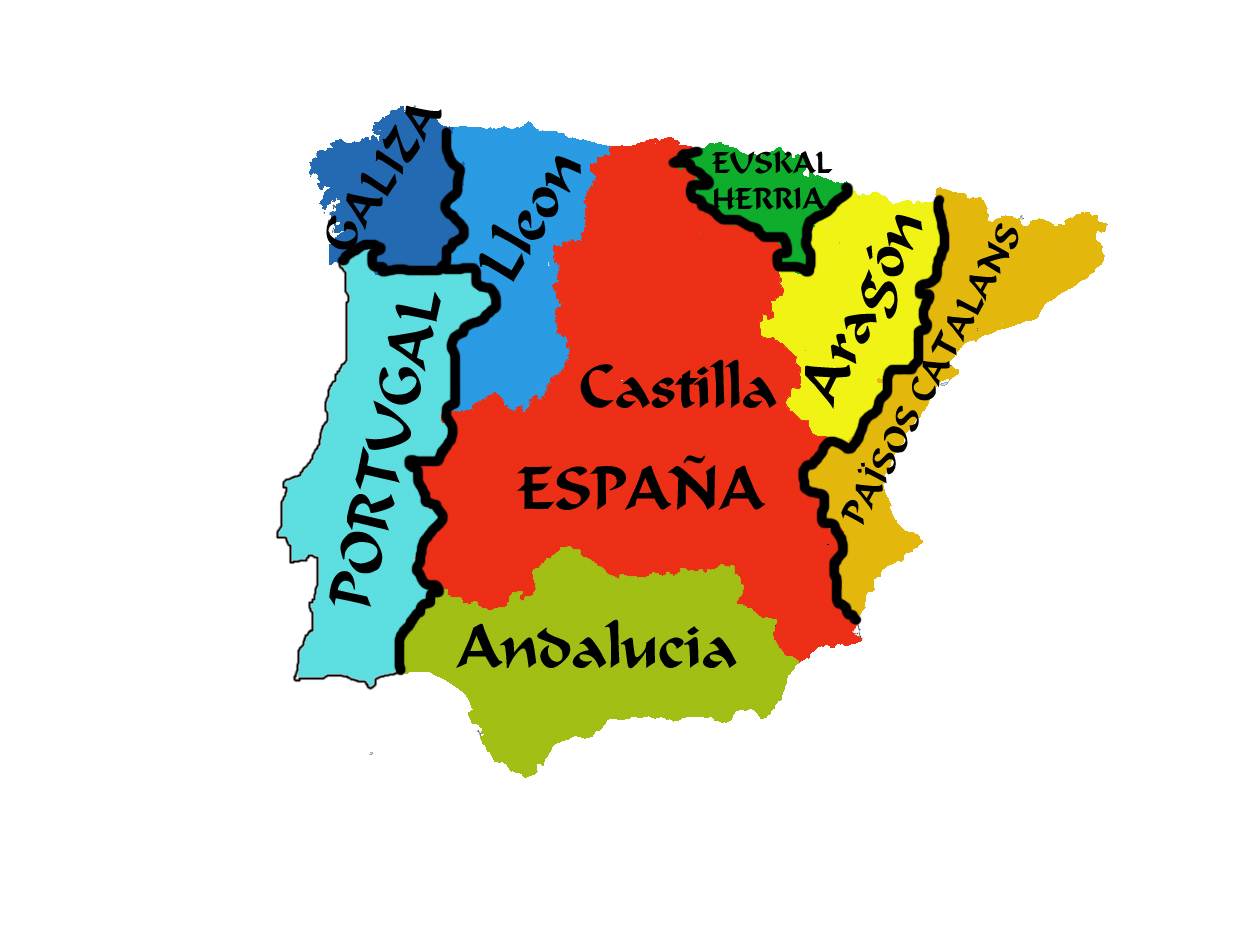
分離主義者が主張するイベリア半島の民族分布。この論に立つ場合、スペイン人は諸民族の大部分を統合する概念となる。

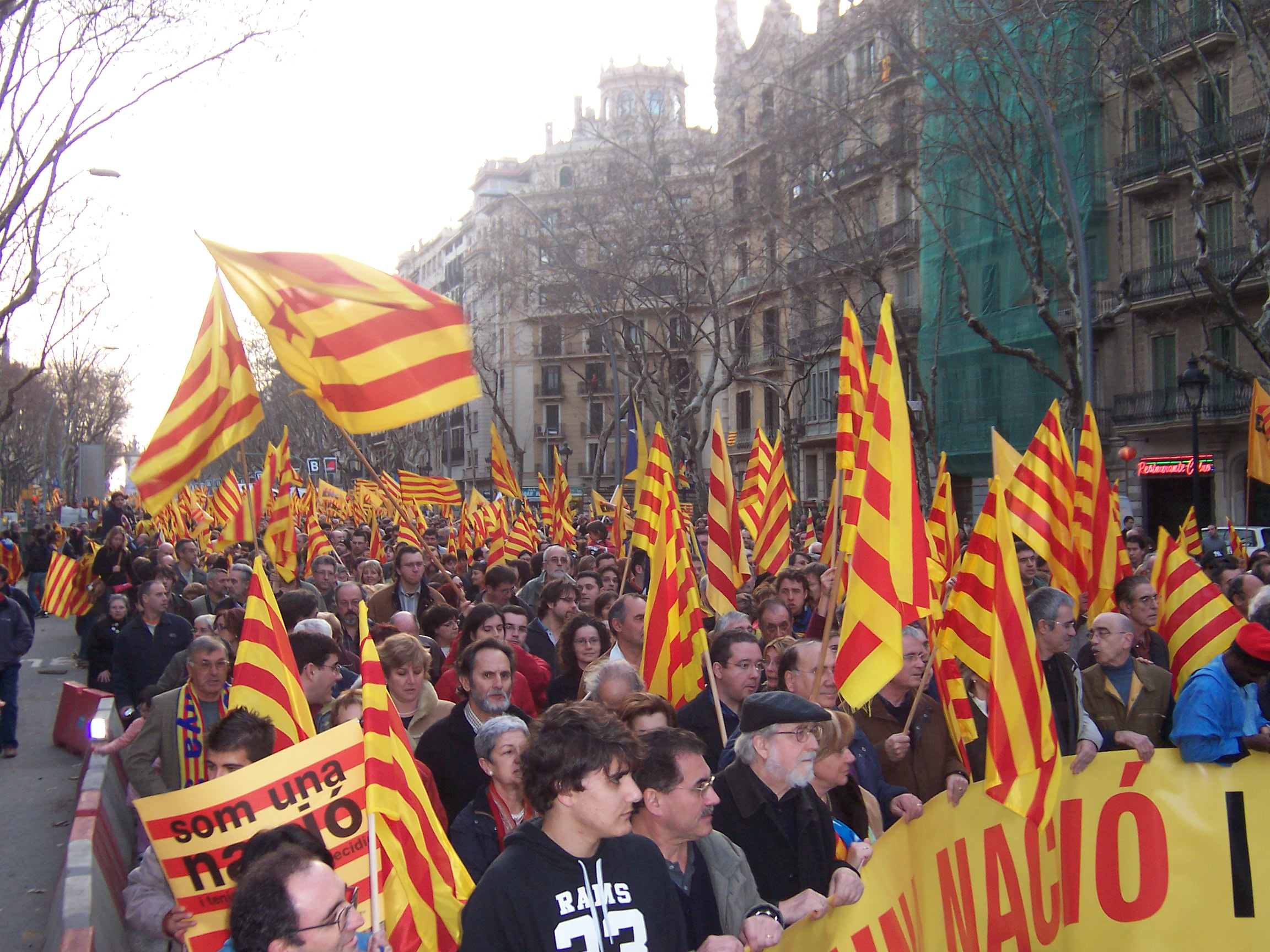
サニェーラを掲げて行進するカタルーニャ独立派のデモ隊。

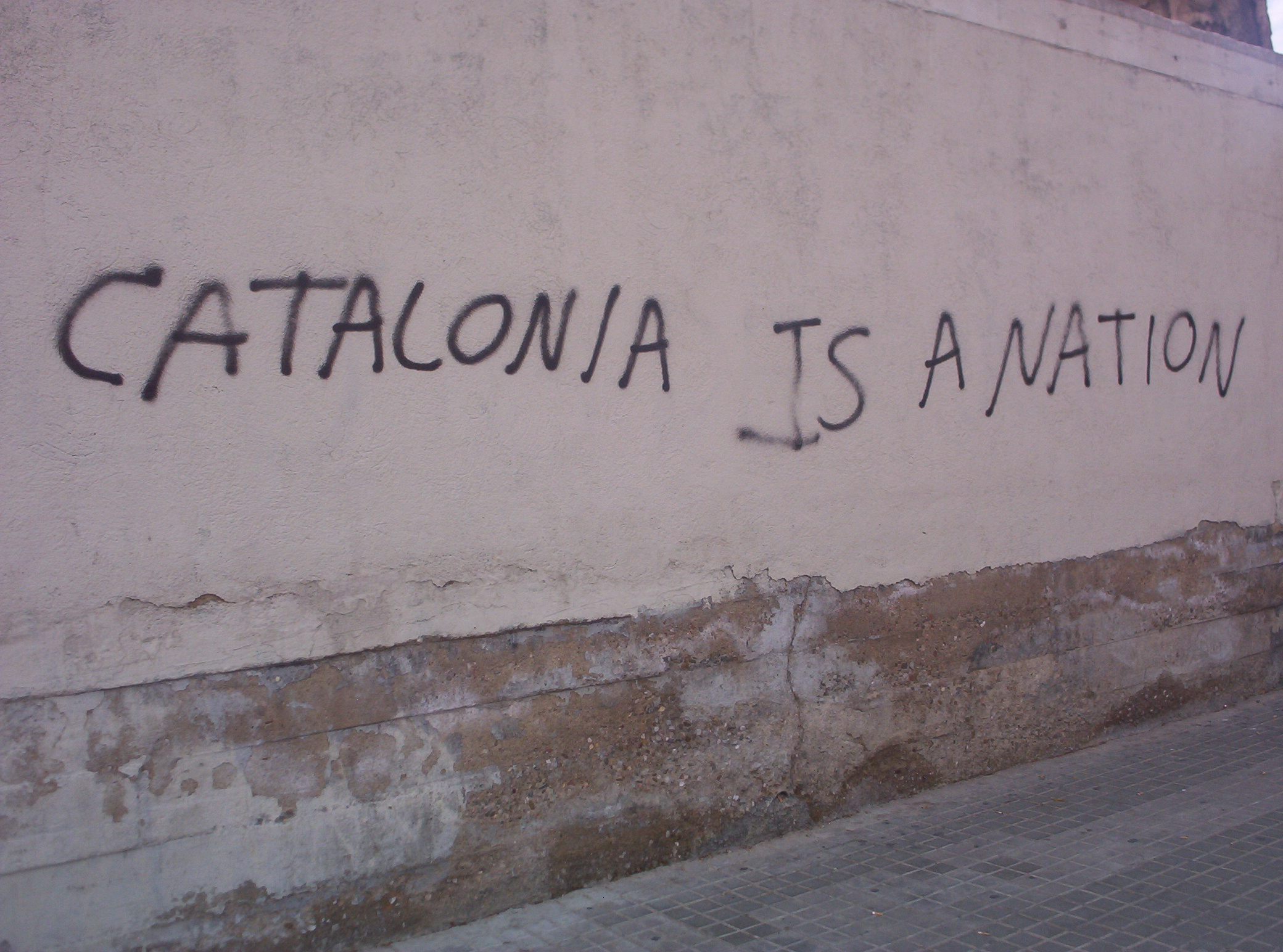
「カタルーニャはネーションである」、こうした落書きはさほど珍しいものではない。

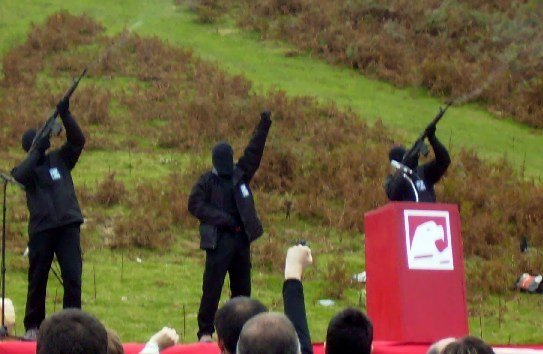
バスク祖国と自由（ETA）の構成員と支持者達。スペイン内戦でフランコ軍との戦いに殉じた独立派兵士の死を悼む式典を行っている。

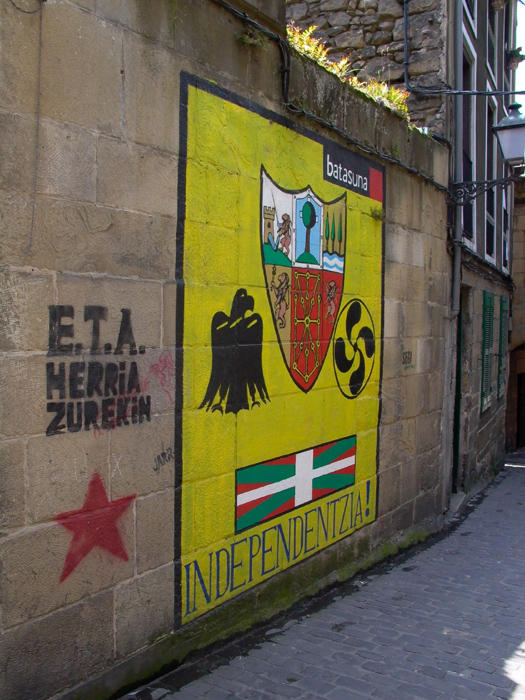
ETAによって書かれた壁画。シンボルマークにナバラ王国の紋章が用いられているのがわかる。

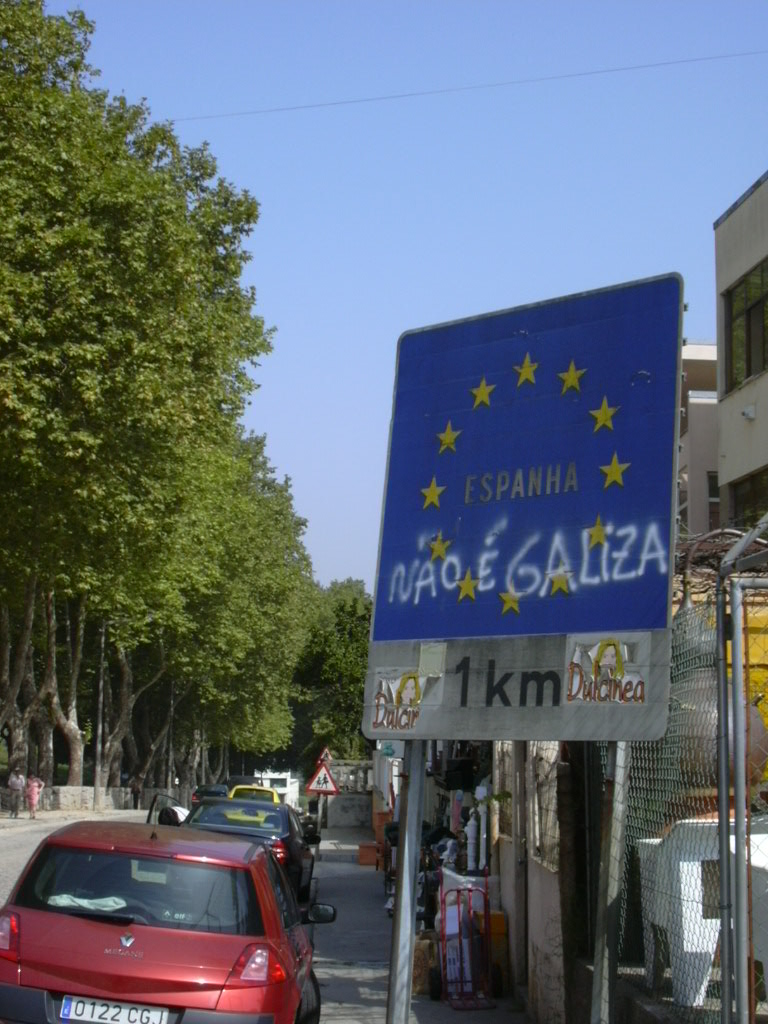
「Espanha」と書かれた看板に「não é Galiza」と落書きされている。2つを続けて読むと「Espanha não é Galiza」（「ガリシアはスペインではない!」）になる。

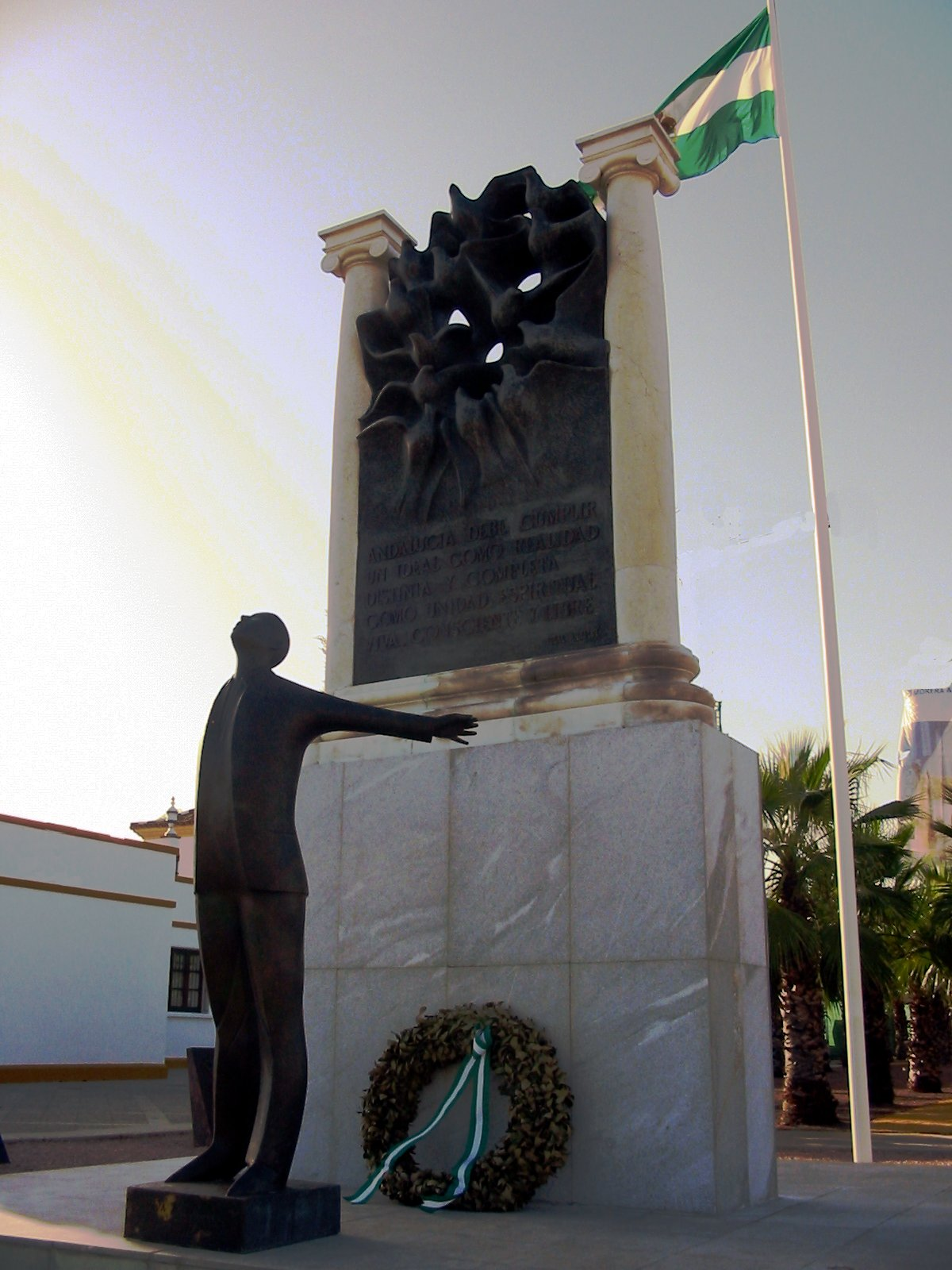
アンダルシア人の「国父」、歴史学者ブラス・インファンテの銅像。彼の功績と殉死を示したオブジェの傍にはアンダルシア旗が立てられている。

### 民族
ラテン系を中核とするスペイン人が多数を占める。一方で統一以前の地方意識が根強く、特に、カタルーニャ州のカタルーニャ人、バスク州のバスク人などはスペイン人としてのアイデンティティを否定する傾向にあり、ガリシア州のガリシア人やカナリア諸島のカナリア人も前二者に比べると、穏健ではあるが、民族としての意識を強く抱いており、それぞれの地方で大なり小なり独立運動がある。それ以外の地方でも地域主義、民族主義の傾向が存在し、運動としては非常に弱いものの独立を主張するものまで存在する。一般に「スペイン人」もしくはその中核とされる旧カスティーリャ王国圏内のカスティーリャ人の間でも、イスラーム文化の浸透程度や歴史の違いなどから、アラゴン州のアラゴン人、アンダルシア州のアンダルシア人とその他のスペイン人とでは大きな違いがあり、それぞれの地方で、風俗、文化、習慣が大きく異なっている。
近年は、世界屈指の移民受け入れ大国となっていて、不況が深刻化した現在では大きな社会問題となっている。外国人の人口は、全人口の11%に当たる522万人にも上る。
スペインは、ヨーロッパでも最大級の規模、おそらくルーマニアに次いで2番目に多いロマ人を抱えているが、恐怖、恥、差別、「ジプシー」という烙印を押されるのを免れようとして、多くのロマ人が出自を隠しているため、正確なロマ人の人口を把握することは困難であり、スペインにおけるロマ人の人口は、約80万人、約57万人から約110万人、約80万人から約97万人、約50万人から約100万人ともいわれる。欧州評議会は2010年度調査で、約72万5千人のロマ人がスペインに住んでおり、スペイン全人口の約1.57%がロマ人と推計している。ある研究では、スペインのコミュニティを調査したところ、住民100人あたり1.87%がロマ人であったことから、約110万人と推計している。被抑圧民族協会は、約150万人のロマ人がスペインに住んでいると推計している。

### 言語
スペイン語（カスティーリャ語とも呼ばれる）がスペインの公用語であり全国で話されており、憲法にも規定されている。その他にも自治州憲章によってカタルーニャ語、バレンシア語、バスク語、ガリシア語、アラン語が地方公用語になっているほか、アストゥリアス語とアラゴン語もその該当地域の固有言語として認められている。バスク語以外は全てラテン語（俗ラテン語）に由来するロマンス語である。また、ラテンアメリカで話されているスペイン語は、1492年以降スペイン人征服者や入植者が持ち込んだものがその起源である。ラテンアメリカで話されるスペイン語とは若干の違いがあるが、相互に意思疎通は問題なく可能である。
ローマ帝国の支配以前にスペインに居住していた人々はケルト系の言語を話しており、ケルト系の遺跡が散在する。現在はケルト系の言葉は廃れている。
スペイン北東部からフランスにかけて、バスク語を話すバスク人が暮らしている。バスク民族の文化や言葉は、スペインのみならず他のヨーロッパ諸民族とも共通することがなく、バスク人の起源は不明である。このことが、バスク人がスペインからの独立を望む遠因となっている。地域の学校ではバスク語も教えられているが、スペイン語との共通点はほとんどなく、学ぶのが困難である。

#### 言語の一覧
現在、エスノローグはスペイン国内に以下の言語の存在を認めている。
- ガリシア語（ガリシア州）
- スペイン語（国家公用語）
- カタルーニャ語（カタルーニャ州、バレアレス諸島州）
- バレンシア語（バレンシア州）
- アストゥリアス語（アストゥリアス州、カスティーリャ・イ・レオン州）
- アラゴン語（アラゴン州北部）
- エストレマドゥーラ語（エストレマドゥーラ州の一部）
- バスク語（バスク州、ナバーラ州）

### 結婚
結婚前の姓は、一般的には「名、父方の祖父の姓、母方の祖父の姓」であるが、1999年に「名、母方の祖父の姓、父方の祖父の姓」でもよい、と法律が改正された。婚姻によって名前を変える必要はないが、女性はその他の選択肢として「de + 相手の父方の姓」を後置する、「母方の祖父の姓」を「相手の父方の姓」に置き換える、「母方の祖父の姓」を「de + 相手の父方の姓」に置き換える、などの選択が可能である。
2005年より同性婚が可能となった。

#### トランスジェンダー
トランスジェンダーが住みやすい国として知られている。
自認する性のトイレを使用できるか、性別適合手術が許されるか、同性婚者が、養子を持つことが許されるか、などが基準のアンケート調査の結果、スペインが世界で最もトランスジェンダーに寛容な国であるという結果が示された。
更にトランスジェンダーのアンヘラ・ポンセを第67回ミス・ユニバース世界大会（2018年）に、スペインの代表として選出するなど、様々な場面で寛容さが窺える。

### 宗教
中世末期のレコンキスタ完了以前はイスラム教が多数派を占める地域もあったが、現在ではカトリックが94%である。イベリア半島では近代に入って多様な宗教の公認とともに、隠れて暮らしていたユダヤ教徒が信仰を取り戻し始めている。戦争時など様々な折にスペインに「帰還」し、祖国のために闘ったセファルディムもいた。残りはムスリムなど。
なお、国民の大多数がカトリック教徒であるにもかかわらず、近年ではローマ教皇庁が反対している避妊具の使用や同性婚を解禁するなど社会的には政教分離の思想が進んでいる点も特徴である。

### 教育

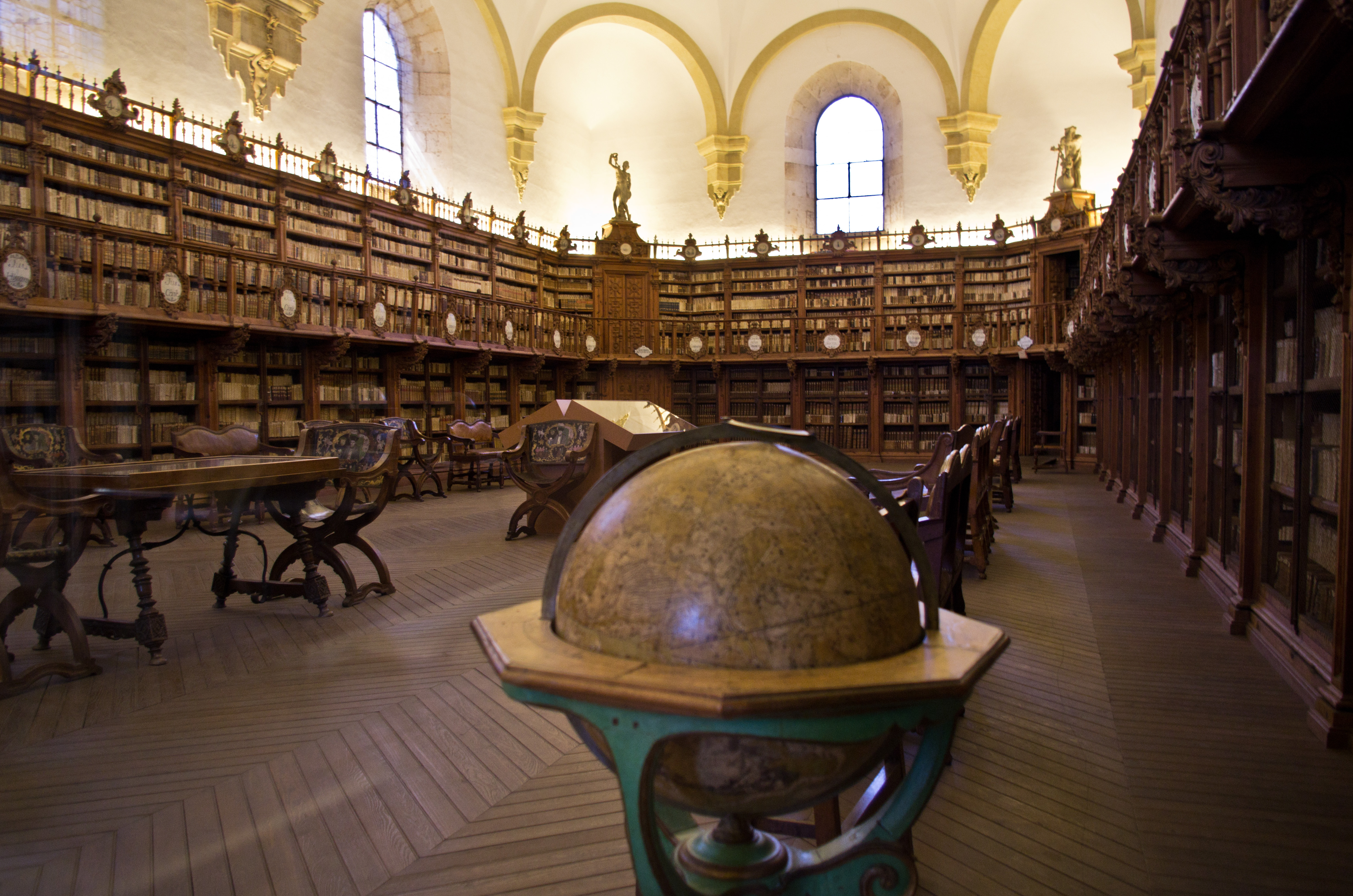
サラマンカ大学（1218年創立）の図書館

スペインの教育制度は初等教育が6歳から12歳までの6年制、前期中等教育が12歳から16歳までの4年制であり、以上10年間が義務教育期間となる。後期中等教育はバチジェラトと呼ばれる16歳から18歳までの2年制であり、このバチジェラト期に進路が決定する。2003年の推計によれば、15歳以上の国民の識字率は97.9%であり、これはアルゼンチン (97.2%) やウルグアイ（98%）、キューバ（99.8%）と並んでスペイン語圏最高水準である。
主な高等教育機関としては、サラマンカ大学（1218年）、マドリード・コンプルテンセ大学（1293年）、バリャドリード大学（13世紀）、バルセロナ大学（1450年）、サンティアゴ・デ・コンポステーラ大学（1526年）、デウスト大学（1886年）などが挙げられる。大学は4年制ないし6年制であり、学位取得が出来ずに中退する学生の多さが問題となっている。

### 医療

#### 世界一の臓器提供者数
スペインは臓器移植大国である。スペインの臓器提供者数は長年にわたり世界一である。2006年スペイン人100万人あたりの提供者数は33.8人である。第2位のアメリカ合衆国は27人で、欧州連合加盟国平均が18人であった。スペインの提供率が高い地域は順にバスク州、カンタブリア州、アストゥリアス州、ナバーラ州である。40-60歳代が提供者の29%を占める。男女比は62対38である。提供者の死亡原因は脳出血が最多の60%を占める。スペインは脳死を人の死として規定している。提供臓器は国内だけでなく欧州連合各国にも「輸出」されている。2006年の移植件数は3756件であった。
スペインでは、本人が臓器提供拒否の意思表示をしていない以上、臓器を摘出してもよいとする「オプト・アウト方式」を採用している。この臓器移植体制はスペインで1979年に法制化された。1984年、臓器修復および臓器移植の病院が充足すべき要件が、1979年の臓器移植法に符合するよう規定された。1985年カタルーニャ州は、この分野で異なる病院の連携に責任をもつ部署を設置した。この部署は基本として国内だけでなく、スペインとEU各国との連携も担ってきた。1989年スペイン政府保健医療省が同様の機関を設けて、カタルーニャを除いた国内全域を担当させるようになった。

## 治安
スペインは、2022年世界平和度指数の「安全・セキュリティ」カテゴリーで1.827となり、日本から見ると極めて危険な状況にあるが、米国よりはましな状況であると言える。2019年の「一般犯罪統計」によれば、一般犯罪件数は2,201,859件で、前年より3.3%増加している。内訳は、殺人：332件(+14.9%)、強盗・脅迫：66,209件(+9.8%)、傷害：19,974件(+9.2%)、置き引き・スリなど：700,477件(Δ0.8%)、侵入窃盗（家屋）：98,520件(Δ8.1%)、車両窃盗：35,248件(Δ1.8%)、薬物犯罪：16,268件(+15.1%)となっている。
スリには様々な種類があることが判明しており、広げた新聞・地図などで鞄やポケットを覆って財布などを盗む「目隠しスリ」、ケチャップなどを衣服に付けた上で汚れを指摘し、注意をそらした上で鞄や財布などを盗む「ケチャップスリ」の他に署名活動を装った手口のスリも存在している。
主要な犯罪の一例としては、先述のスリの他にひったくりや車上荒らしや首絞め強盗、タイヤのパンクを指摘し車を停車させ、確認・修理をする隙に油断させておいて、車内の物品や車両の窃盗に走る「パンク窃盗」、偽警官の出没が挙げられる。

### 法執行機関
スペインの法執行は多数の機関によって行われている。同王国における法執行は公的なものと民間組織の2種類が連携を取り合って機能している。
またスペインは警察の種類が豊富であり、全国規模で活動する部隊と事実上の自治警察として機能する保安機関が混在する特徴を持っている。

### 人権
他人の権利の尊重などの基本的人権で決まる2020年積極的平和指数は1.833で、世界ランキングではアメリカの1.949よりわずかに上だが、日本の1.466よりは下。スペインは、アジア人に対する差別が欧州連合平均より少ない。

## 文化

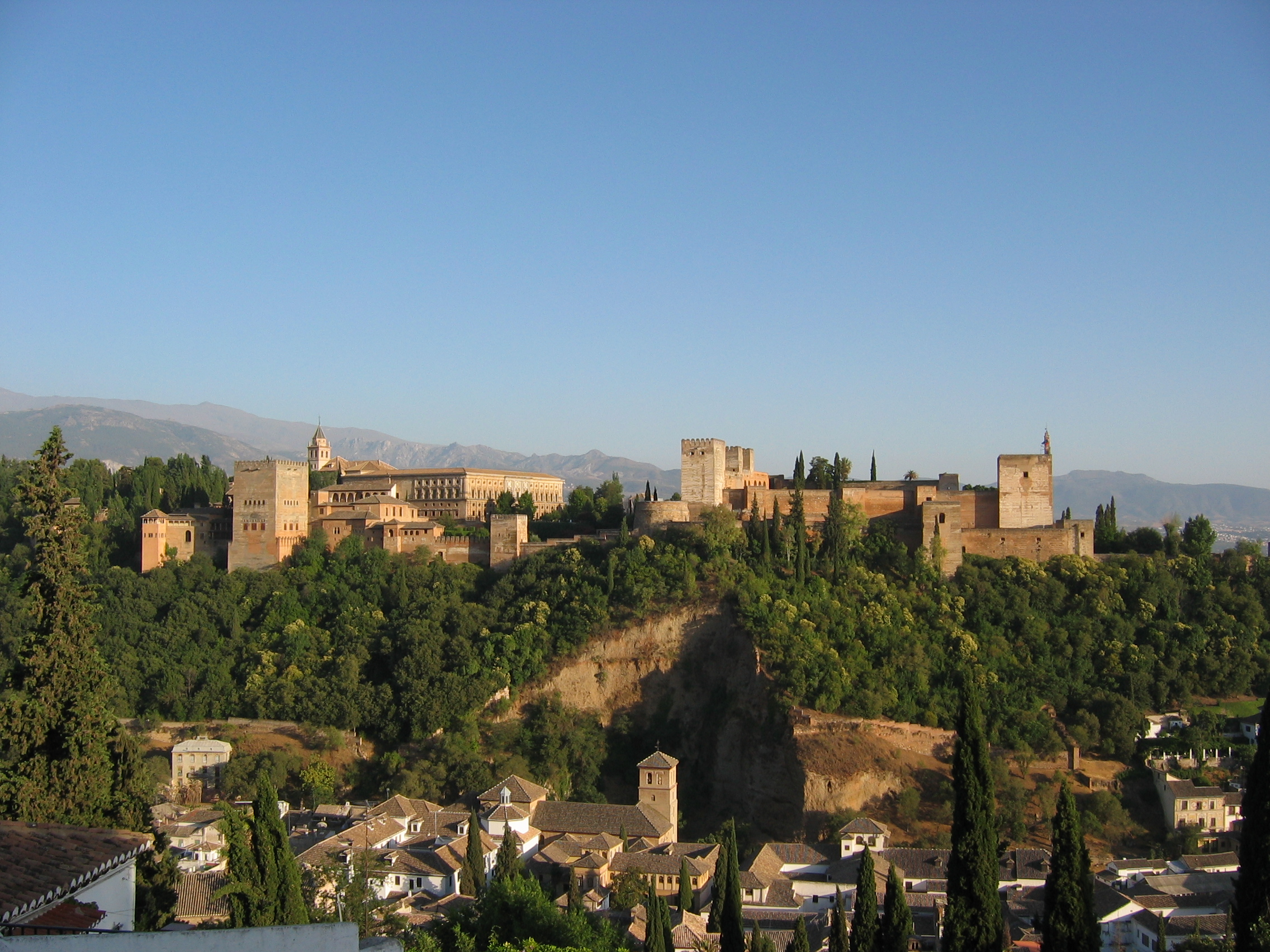
グラナダ市南東の丘に位置するアルハンブラ宮殿

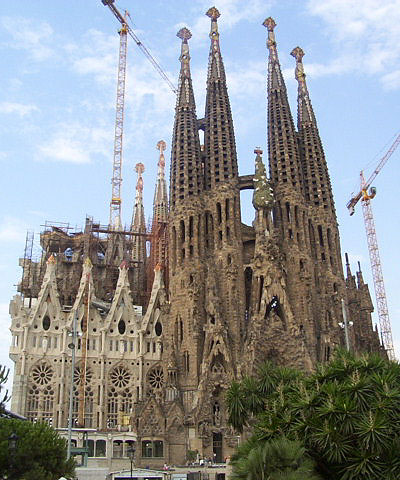
バルセロナのサグラダ・ファミリア

情熱的で明るい、気さくなスペイン人という印象が強いが、これはスペイン南部の人々の特徴で北側の人々は違った性格が強い。1991年に創設されたセルバンテス文化センターによって、世界各地にスペイン語やスペイン文化が伝達されている。

### 闘牛
スペインの国技であり伝統的スポーツとして闘牛がある。数百年の歴史を持つ闘牛は世界中に知られている。一方で、動物虐待との批判もあり、一部の地域は闘牛を禁止している。政府は2024年、「スペイン人の大多数が動物福祉について懸念を抱いているため、動物虐待の一形態を表彰する賞を維持するのは適切ではない」との考えから、闘牛賞の廃止を決定した。

### 食文化
スペイン料理の特徴として素材を生かした調理があり、地方にはそれぞれの地域の特産品を生かした独特の料理がある。イベリア半島は「ヨーロッパの尾」「アフリカの頭」と言われ、古来から異なる民族・文化・宗教が交差しており、スペインの食文化はイベリア半島の歴史的背景の影響を受けている。スペインは地方によって気候や風土、文化、習慣が異なるため、食材やその調理方法は様々で、事実上スペイン料理として一括りにはできない。スペイン料理の地域差を表した言い回しに「スペインのどこに行ってもあるものはワイン、オルチャータ、クァハダ（素焼きの壺に入れられたヨーグルト）だけ」というものがある。「北では煮込み、中部では焼きもの、南部ではフライ」と、地域ごとの調理法の違いを表した言葉もある。全ての地方料理に共通する事項としては、オリーブオイルが使用されることが挙げられる。2010年にはスペイン料理が、イタリア料理、ギリシア料理、モロッコ料理とともに「地中海の食事」としてユネスコの無形文化遺産に登録された。

### 文学

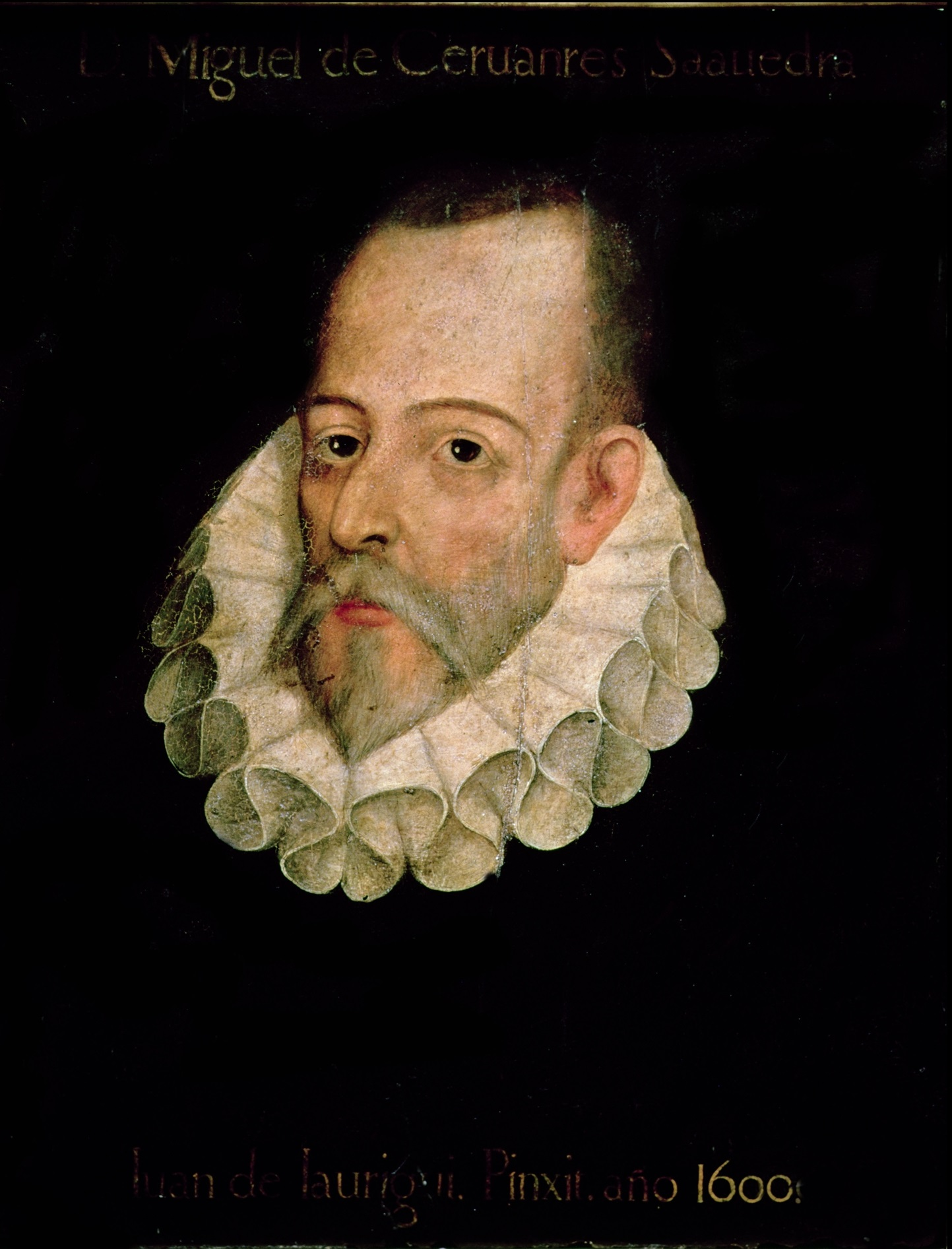
『ドン・キホーテ』の著者ミゲル・デ・セルバンテス

12世紀中盤から13世紀初頭までに書かれた『わがシッドの歌』はスペイン最古の叙事詩と呼ばれている。
スペイン文学においては、特に著名な作家として世界初の近代小説と呼ばれる『ドン・キホーテ』の著者ミゲル・デ・セルバンテスが挙げられる。
1492年から1681年までのスペイン黄金世紀の間には、スペインの政治を支配した強固にカトリック的なイデオロギーに文学も影響を受けた。この時代には修道士詩人サン・フアン・デ・ラ・クルスの神秘主義や、ホルヘ・デ・モンテマヨールの『ラ・ディアナの七つの書』(1559) に起源を持つ牧歌小説、マテオ・アレマンの『グスマン・デ・アルファラーチェ』(1599年, 1602年) を頂点とするピカレスク小説、『国王こそ無二の判官』(1635年) のロペ・デ・ベガ、『セビーリャの色事師と石の招客』(1625年) のティルソ・デ・モリーナなどの演劇が生まれた。
近代に入ると、1898年の米西戦争の敗戦をきっかけに自国の後進性を直視した98年世代と呼ばれる一群の知識人が現れ、哲学者のミゲル・デ・ウナムーノやオルテガ・イ・ガセット、小説家のアンヘル・ガニベー、詩人のフアン・ラモン・ヒメネス（1956年ノーベル文学賞受賞）やアントニオ・マチャードなどが活躍した。
スペイン内戦の時代には内戦中に銃殺された詩人フェデリコ・ガルシア・ロルカなどが活躍し、内戦後にフランコ独裁体制が成立すると多くの文学者が国外に亡命して創作を続けた。フランコ体制期にはラモン・センデールやカルメン・ラフォレ、フアン・ゴイティソーロ、ミゲル・デリーベスらがスペイン内外で活躍した。
1974年にはスペイン語圏の優れた作家に対して贈られる文学賞としてセルバンテス賞が創設された。民主化以後の1989年にはカミーロ・ホセ・セラがノーベル文学賞を受賞している。

### 哲学

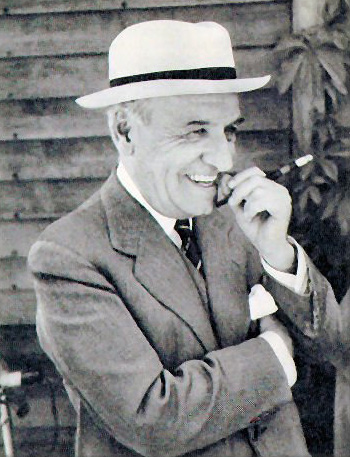
ホセ・オルテガ・イ・ガセット。20世紀の精神に多大な影響を与えた『大衆の反逆』（1929年）で知られる。

古代ローマ時代に活躍したストア派哲学者の小セネカはコルドバ出身だった。中世において、イスラーム勢力支配下のアル＝アンダルスでは学芸が栄え、イブン・スィーナー（アウィケンナ）などによるイスラーム哲学が流入し、12世紀のコルドバではアリストテレス派のイブン・ルシュド（アウェロエス）が活躍した。その他にも中世最大のユダヤ哲学者マイモニデスもコルドバの生まれだった。コルドバにもたらされたイブン・スィーナーやイブン・ルシュドのイスラーム哲学思想は、キリスト教徒の留学生によってアラビア語からラテン語に翻訳され、彼等によってもたらされたアリストテレス哲学はスコラ学に大きな影響を与えた。
16世紀にはフランシスコ・デ・ビトリアやドミンゴ・デ・ソトらのカトリック神学者によってサラマンカ学派が形成され、17世紀オランダのフーゴー・グローティウスに先んじて国際法の基礎を築いた。17世紀から18世紀にかけては強固なカトリックイデオロギーの下、フェイホーやホベジャーノスなどの例外を除いてスペインの思想界は旧態依然としたスコラ哲学に覆われた。19世紀後半に入るとドイツ観念論のクラウゼ (Krause) 哲学が影響力を持ち、フリアン・サンス・デル・リオと弟子のフランシスコ・ヒネル・デ・ロス・リオスを中心にクラウゼ哲学がスペインに受容された。
20世紀の哲学者としては、「98年世代」のキルケゴールに影響を受けた実存主義者ミゲル・デ・ウナムーノや、同じく「98年世代」の『大衆の反逆』（1929年）で知られるホセ・オルテガ・イ・ガセット、形而上学の再構築を目指したハビエル・スビリの名が挙げられる。

### 音楽

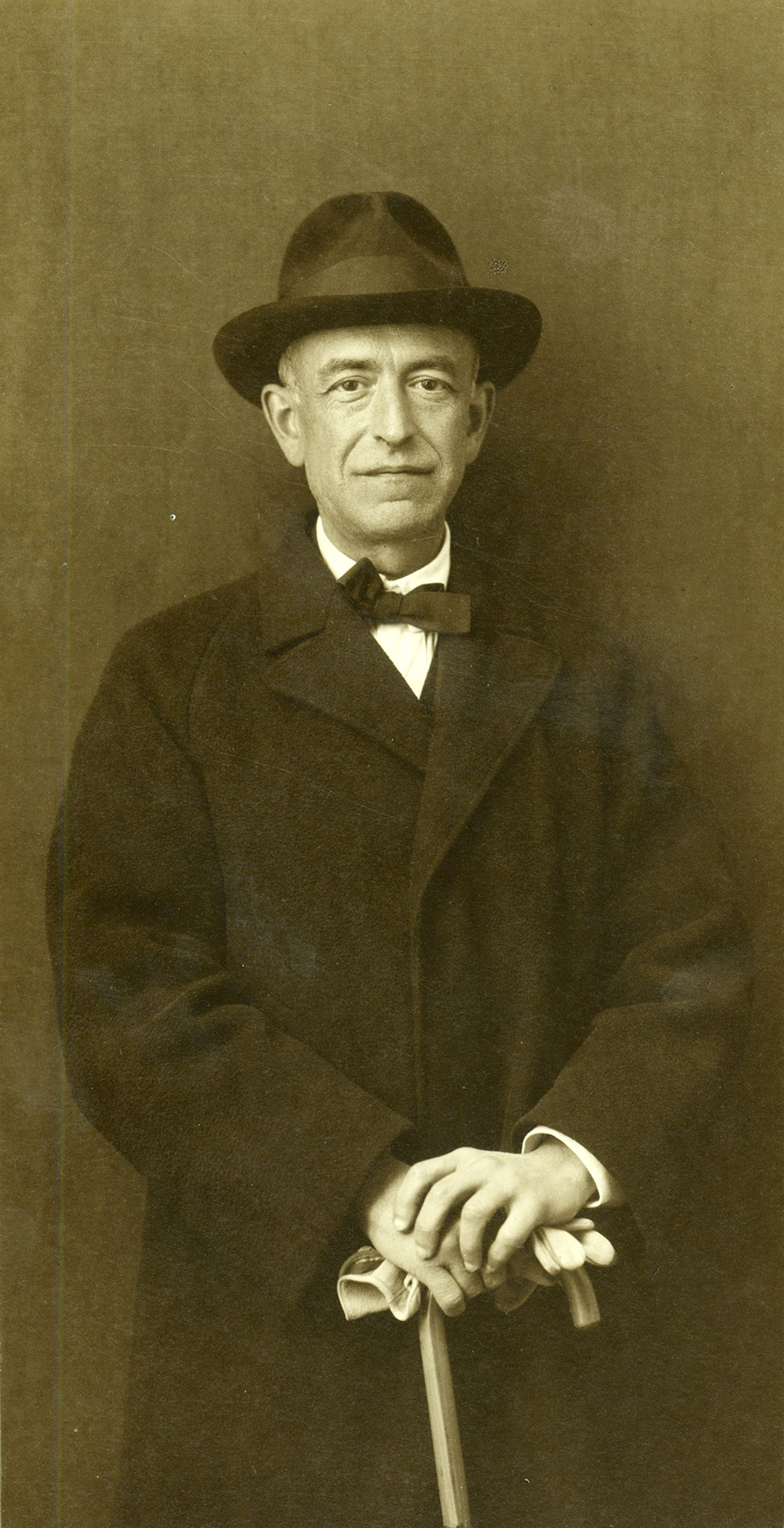
マヌエル・デ・ファリャ

クラシック音楽においては声楽が発達しており、著名な歌手としてアルフレード・クラウス、プラシド・ドミンゴ、ホセ・カレーラス、モンセラート・カバリェ、テレサ・ベルガンサなどの名を挙げることができる。クラシック・ギターも盛んであり、『アランフエス協奏曲』を残した作曲家のホアキン・ロドリーゴや、ギター奏者のセレドニオ・ロメロ、ペペ・ロメロ、アンヘル・ロメロ一家、マリア・エステル・グスマンなどが活躍している。
その他にも特筆されるべきピアニストとしてアリシア・デ・ラローチャとホアキン・アチュカーロの名が挙げられる。
クラシック音楽史に名を残す作曲家としては、バロック音楽ではイタリア出身でスペイン王家に仕えたドメニコ・スカルラッティ、近代音楽ではスペインの民謡や民話をモチーフとして利用したマヌエル・デ・ファリャ（特にピアノと管弦楽のための『スペインの庭の夜』、バレエ『三角帽子』、同『恋は魔術師』が有名）をはじめ、エンリケ・グラナドス、イサーク・アルベニス、現代音楽ではホセ・マヌエル・ロペス・ロペスなどがいる。
隣国フランスの作曲家もスペインをモチーフにした音楽を作曲した例は多く、ジョルジュ・ビゼーのオペラ『カルメン』をはじめ、エドゥアール・ラロの『スペイン交響曲』、エマニュエル・シャブリエの狂詩曲『スペイン』、クロード・ドビュッシーの『管弦楽のための映像（第2曲・イベリア）』、モーリス・ラヴェルの『スペイン狂詩曲』やオペラ『スペインの時計』などがある。
日本では教育楽器として親しまれているカスタネットは元々スペインの民族楽器であり、またタンブリンもイスラム文化とともにスペインに伝来した経緯があるため、フランスでは特に「バスクのタンブリン」と呼ばれる。上記のスペインやその他の国の作曲家がスペイン風情緒を強調する手段として、これらの打楽器が多用される。
北部のアラゴンから発祥したホタ、南部のアンダルシア地方のジプシー系の人々から発祥したとされるフラメンコという踊りと歌も有名である。

### 美術
イスラーム支配下のアンダルスでは、イスラーム式の壁画美術が技術的に導入された。ルネサンス絵画が定着しなかったスペインでは、16世紀に入るとマニエリズムに移行し、この時期にはエル・グレコが活躍している。バロック芸術期にはフランシスコ・リバルタやホセ・デ・リベラ、フランシスコ・デ・スルバラン、アロンソ・カーノ、ディエゴ・ベラスケス、バルトロメ・エステバン・ムリーリョ、フアン・デ・バルデス・レアルなどが活躍した。18世紀から19世紀初めにかけてはフランシスコ・デ・ゴヤが活躍した。スペイン黄金時代美術を参照
19世紀末から20世紀半ばまでにかけてはバルセロナを中心に芸術家が創作活動を続け、キュビスムやシュルレアリズムなどの分野でサンティアゴ・ルシニョール、ラモン・カザス、パブロ・ピカソ、ジョアン・ミロ、サルバドール・ダリ、ジュリ・ゴンサレス、パブロ・ガルガーリョなどが活躍した。スペイン内戦後は芸術の古典回帰が進んだ。

### 映画

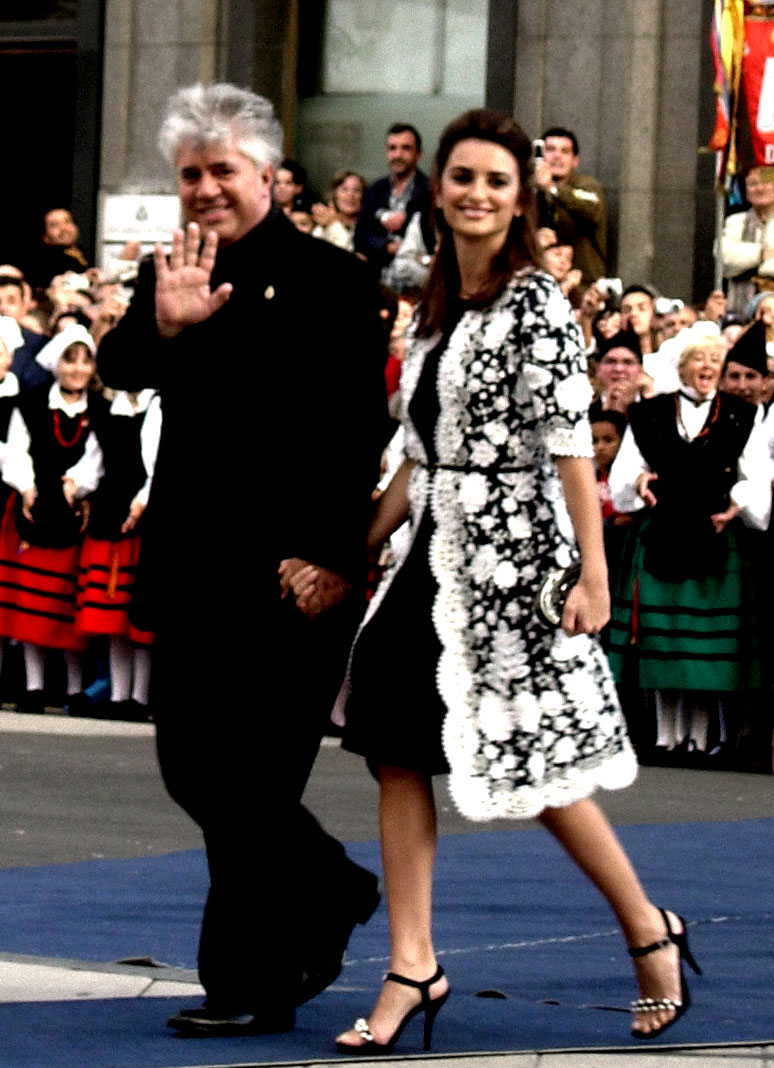
ペドロ・アルモドバルとペネロペ・クルス

スペイン初の映画は1897年に製作された。1932年にはルイス・ブニュエルによって『糧なき土地』が製作されている。スペイン内戦後は映画への検閲が行われたが、1950年代にはルイス・ガルシア・ベルランガやフアン・アントニオ・バルデムらの新世代の映像作家が活躍した。
民主化以後はホセ・ルイス・ボラウ、カルロス・サウラ、マリオ・カムス、ペドロ・アルモドバル、アレハンドロ・アメナバルなどの映像作家らが活躍している。
スペイン政府は、主要な全国テレビ局からの資金提供の保証を含む、地元の映画製作および映画館を支援することを目的とした措置を実施しており、その甲斐からスペイン映画は近年において高い評価を得ている。

### 被服・ファッション
スペインには、国全体を代表する「民族衣装」は存在しない。同王国は気候や歴史的影響に応じて、地域の衣装が豊富で多様性に富んでいる点から、歴史の中で着用されて来た被服類はスペインの伝統文化に関連する文化遺産の一つとして現今に至るまで保存されている。

### 建築
スペインの建築は、時代に応じて歴史および地理的な多様性を示している。また、同王国は建築物が世界遺産に選ばれている国の代表としても知られている。

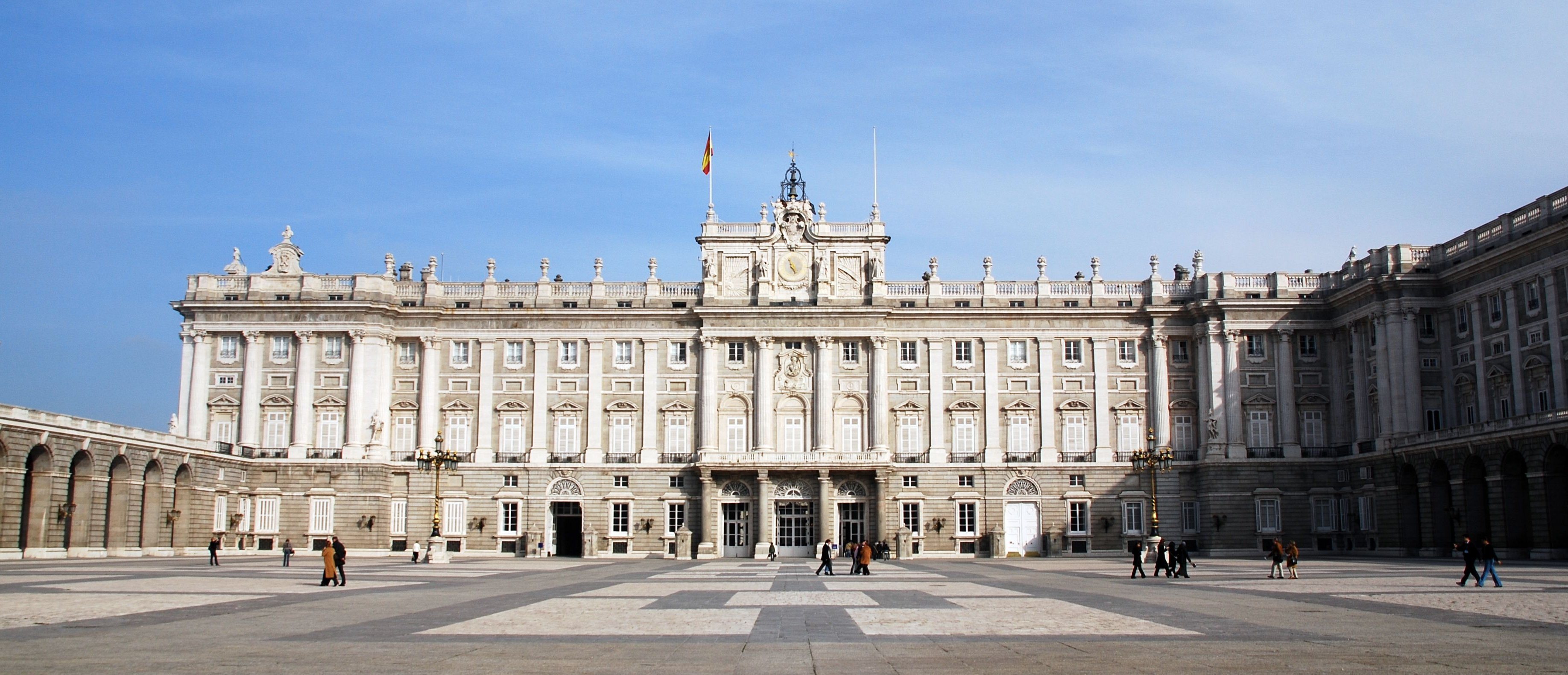
マドリード王宮
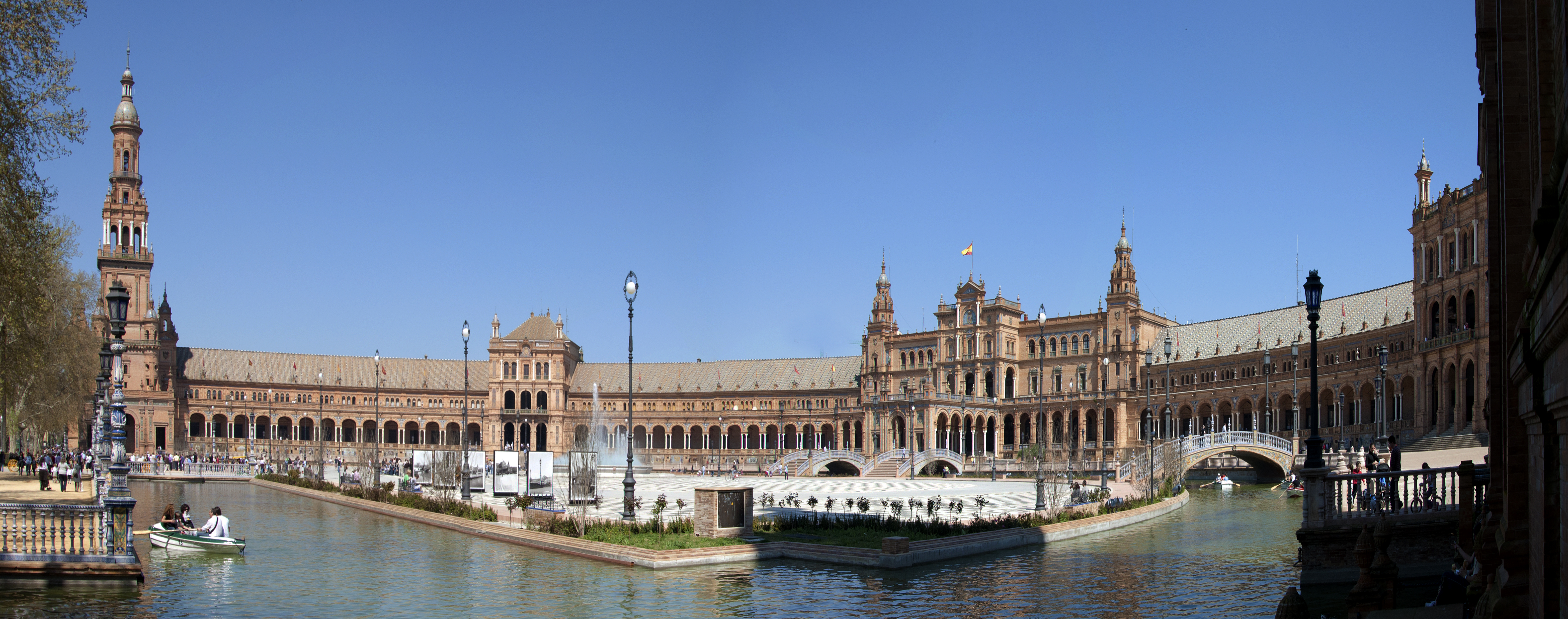
スペイン広場 セビリアにて撮影
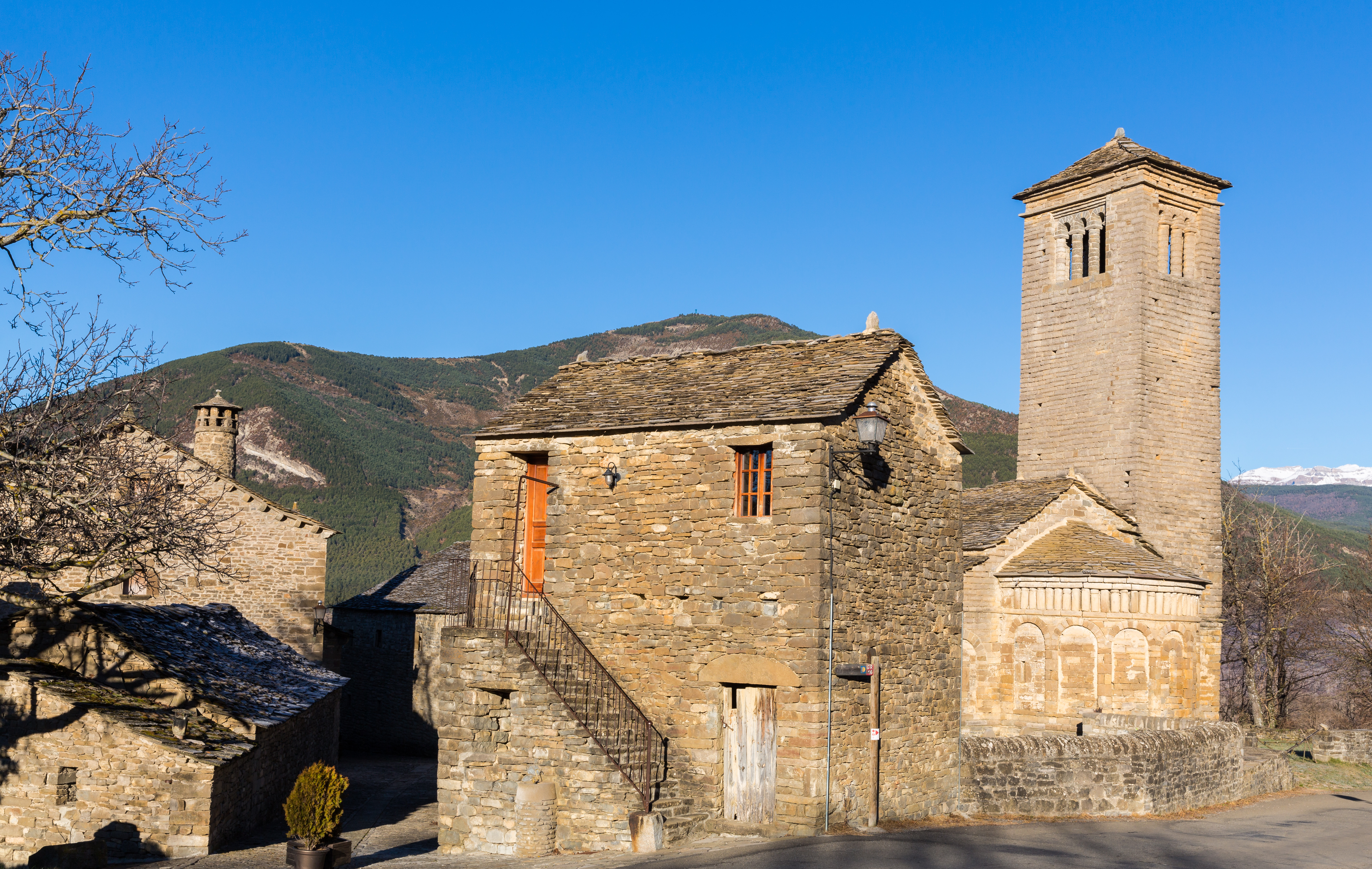
サンペドロ教会
 ラレデ（英語版）にて撮影
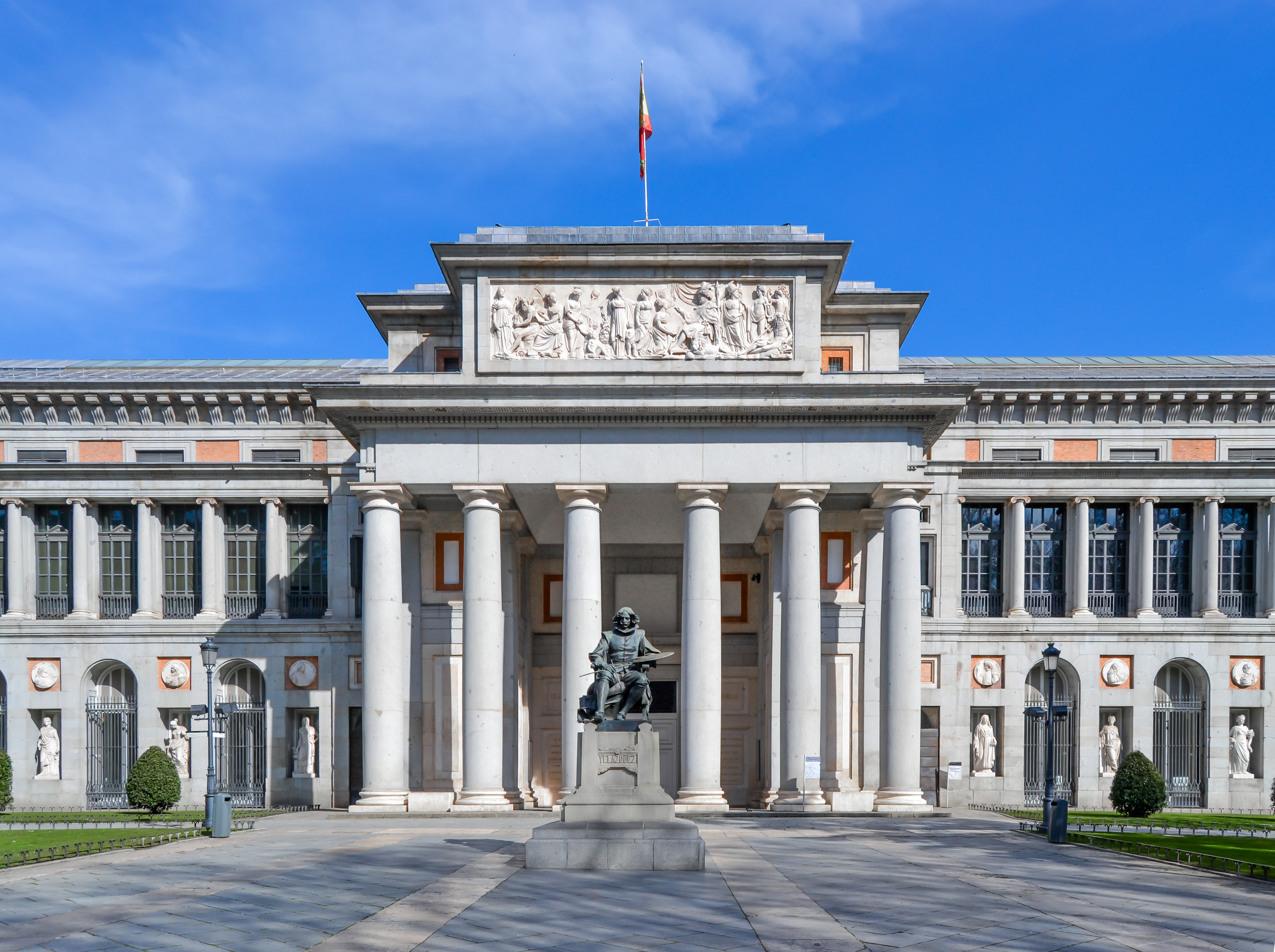
プラド美術館
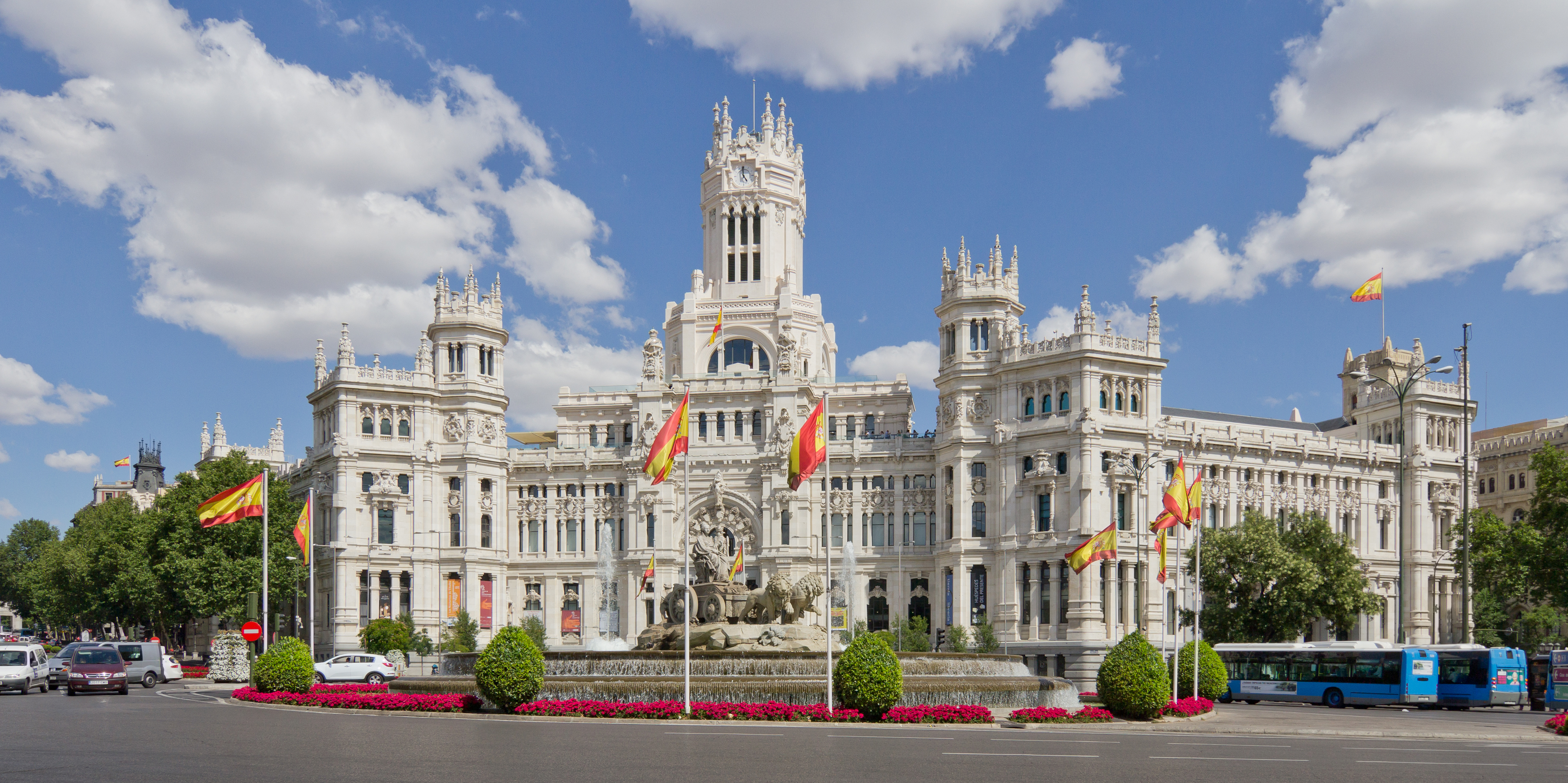
シベレ宮殿（英語版） マドリードにて撮影

更に、スペインの建築技法は同王国の植民地となった国々にも深い影響を及ぼしており、現在も元植民地に該当する国家地域にはその当時の建築物が遺されている。

### 世界遺産
スペイン国内には、ユネスコの世界遺産一覧に登録された文化遺産が34件、自然遺産が2件、複合遺産が1件存在する。さらにフランスにまたがって1件の複合遺産が登録されている。

### 祝祭日
| 日付       | 日本語表記         | スペイン語表記                                        | 備考                  |
| ---------- | ------------------ | ----------------------------------------------------- | --------------------- |
| 1月1日     | 元日               | Año Nuevo                                             |                       |
| 移動祝祭日 | 聖金曜日           | Viernes Santo                                         | 復活祭の2日前の金曜日 |
| 5月1日     | メーデー           | Día del Trabajador                                    |                       |
| 8月15日    | 聖母被昇天の日     | Asunción                                              |                       |
| 10月12日   | エスパーニャの祝日 | Día de la Hispanidad または Fiesta Nacional de España |                       |
| 11月1日    | 諸聖人の日         | Todos los Santos                                      |                       |
| 12月6日    | 憲法記念日         | Día de la Constitución                                |                       |
| 12月8日    | 無原罪の聖母の日   | Inmaculada Concepción                                 |                       |
| 12月25日   | クリスマス         | Navidad del Señor                                     |                       |

### スポーツ
1992年にはバルセロナオリンピック・パラリンピックが開催された。
サッカー

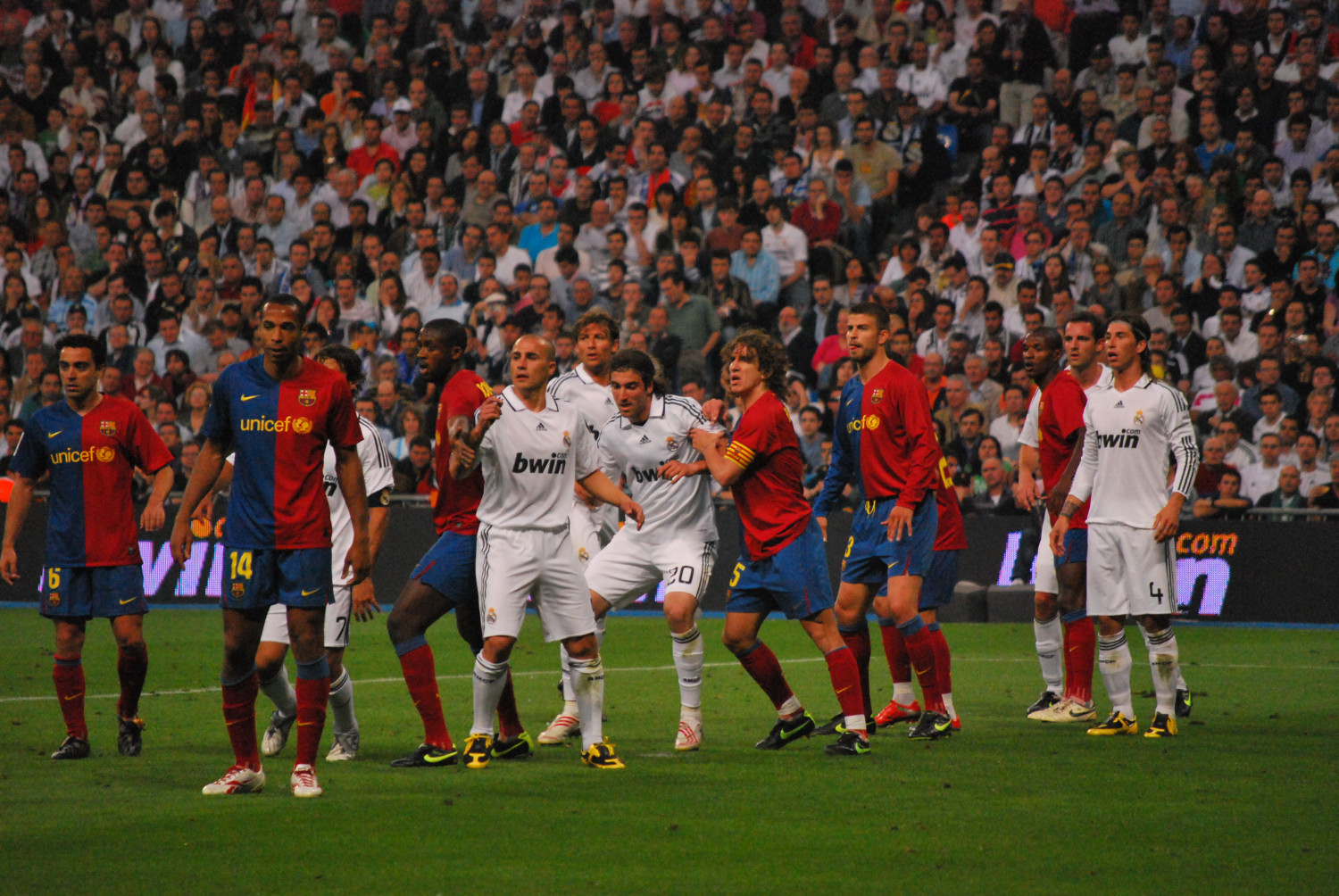
伝統の一戦として知られるエル・クラシコ

スペイン国内で最も人気のあるスポーツはサッカーである。1920年のアントワープ五輪のために創設されたサッカースペイン代表は、同大会で銀メダルを獲得している。1964年には自国開催となった欧州ネイションズカップに初出場し、初優勝を果たした。さらに2008年のUEFA EURO 2008、2010年の2010 FIFAワールドカップ、2012年のUEFA EURO 2012では、主要国際大会で3連続優勝を飾るなど黄金時代を築き上げた。FIFAランキングでは、2008年から2013年の6年間にかけて世界1位となった。
1929年に全国リーグのラ・リーガが創設された。レアル・マドリード、FCバルセロナ、アトレティコ・マドリードなどのビッグクラブが存在しており、中でもレアル・マドリードはUEFAチャンピオンズリーグにおいて歴代最多優勝を成し遂げている。さらに、セビージャFCもUEFAヨーロッパリーグで歴代最多優勝を飾っており、スペインのクラブはヨーロッパの舞台でも優秀な成績を収めている。
バスケットボール
スペインではサッカーの次にバスケットボールの人気が高く、国内リーグであるリーガACBはヨーロッパ屈指のレベルとされる。バスケットボールスペイン代表は1984年のロサンゼルス五輪で銀メダルを獲得し、2006年バスケットボール世界選手権で優勝し、2008年の北京五輪で銀メダルを獲得している。著名な選手としては、NBAでプレーしたパウ・ガソルなどがいる。
自転車競技
自転車ロードレースも伝統的に盛んであり、ツール・ド・フランス史上初の総合5連覇を達成したミゲル・インデュラインをはじめ、フェデリコ・バーモンテス、ルイス・オカーニャ、ペドロ・デルガド、オスカル・ペレイロ、アルベルト・コンタドール、カルロス・サストレが総合優勝の経験をもつ。毎年8月末から9月中旬まで開催されるブエルタ・ア・エスパーニャは、ツール・ド・フランスやジロ・デ・イタリアとともにグランツール（三大ツール）のひとつとされる。
その他の競技
さらにテニスの水準も高く、男子ではカルロス・モヤ、フアン・カルロス・フェレーロ、ラファエル・ナダルが、女子ではアランチャ・サンチェス・ビカリオが世界ランキング1位を経験している。男子の国別対抗戦であるデビスカップでも好成績を収めている。モータースポーツも人気を博しており、MotoGPではマルク・マルケスなどが、世界ラリー選手権ではカルロス・サインツなどが、F1ではフェルナンド・アロンソなどが総合優勝の経験をもつ。